# Liste des communes du Puy-de-Dôme
Pour les autres listes de communes françaises, voir Listes des communes de France.
| - Le Puy-de-Dôme en France métropolitaine. - Carte des communes du Puy-de-Dôme. |

Cette page liste les 463 communes du département français du Puy-de-Dôme au 1er janvier 2025.

## Histoire
- Trois communes nouvelles ont vu le jour en 2016[1] :
  - Aulhat-Saint-Privat et Flat deviennent communes déléguées de la commune nouvelle d'Aulhat-Flat ;
  - La Moutade et Cellule deviennent communes déléguées de la commune nouvelle de Chambaron-sur-Morge ;
  - Nonette et Orsonnette deviennent communes déléguées de la commune nouvelle de Nonette-Orsonnette.
- Trois autres communes nouvelles ont vu le jour en 2019[2] :
  - Dallet et Mezel deviennent communes déléguées de la commune nouvelle de Mur-sur-Allier ;
  - Creste et Saint-Diéry fusionnent pour constituer la commune nouvelle de Saint-Diéry  ;
  - Chaméane et Vernet-la-Varenne deviennent communes déléguées de la commune nouvelle du Vernet-Chaméane.

Au 1er janvier 2025, les communes de Chidrac et Saint-Cirgues-sur-Couze se sont regroupées pour former la commune nouvelle des Deux-Rives. Le nombre de communes du département passe alors de 464 à 463.

## Liste des communes
Le tableau suivant donne la liste des communes au 1er janvier 2025, en précisant leur code Insee, leur code postal principal, leur arrondissement, leur canton, leur intercommunalité, leur superficie, leur population et leur densité, d'après les chiffres de l'Insee issus du recensement 2022,.
| Nom                            | Code Insee | Code postal | Arrondissement   | Canton | Intercommunalité                   | Superficie (km2) | Population (dernière pop. légale) | Densité (hab./km2) | Modifier                                    |
| ------------------------------ | ---------- | ----------- | ---------------- | --- | ---------------------------------- | ---------------- | --------------------------------- | ------------------ | ------------------------------------------- |
| Clermont-Ferrand (préfecture)  | 63113      | 63000 63100 | Clermont-Ferrand | Clermont-Ferrand-1 Clermont-Ferrand-2 Clermont-Ferrand-3 Clermont-Ferrand-4 Clermont-Ferrand-5 Clermont-Ferrand-6 | Clermont Auvergne Métropole        | 42,67            | 147 751 (2022)                    | 3 463              | modifier les données · modifier les données |
| Aigueperse                     | 63001      | 63260       | Riom             | Aigueperse | CC Plaine Limagne                  | 10,50            | 2 700 (2022)                      | 257                | modifier les données · modifier les données |
| Aix-la-Fayette                 | 63002      | 63980       | Ambert           | Les Monts du Livradois                                                                                            | CC Ambert Livradois Forez          | 13,00            | 99 (2022)                         | 7,6                | modifier les données · modifier les données |
| Ambert                         | 63003      | 63600       | Ambert           | Ambert | CC Ambert Livradois Forez          | 60,48            | 6 556 (2022)                      | 108                | modifier les données · modifier les données |
| Les Ancizes-Comps              | 63004      | 63770       | Riom             | Saint-Georges-de-Mons                                                                                             | CC Combrailles Sioule et Morge     | 21,20            | 1 714 (2022)                      | 81                 | modifier les données · modifier les données |
| Antoingt                       | 63005      | 63340       | Issoire          | Brassac-les-Mines                                                                                                 | CA Agglo Pays d'Issoire            | 7,83             | 416 (2022)                        | 53                 | modifier les données · modifier les données |
| Anzat-le-Luguet                | 63006      | 63420       | Issoire          | Brassac-les-Mines                                                                                                 | CA Agglo Pays d'Issoire            | 66,56            | 174 (2022)                        | 2,6                | modifier les données · modifier les données |
| Apchat                         | 63007      | 63420       | Issoire          | Brassac-les-Mines                                                                                                 | CA Agglo Pays d'Issoire            | 35,86            | 159 (2022)                        | 4,4                | modifier les données · modifier les données |
| Arconsat                       | 63008      | 63250       | Thiers           | Thiers | CC Thiers Dore et Montagne         | 22,63            | 576 (2022)                        | 25                 | modifier les données · modifier les données |
| Ardes                          | 63009      | 63420       | Issoire          | Brassac-les-Mines                                                                                                 | CA Agglo Pays d'Issoire            | 16,59            | 599 (2022)                        | 36                 | modifier les données · modifier les données |
| Arlanc                         | 63010      | 63220       | Ambert           | Ambert | CC Ambert Livradois Forez          | 32,19            | 1 767 (2022)                      | 55                 | modifier les données · modifier les données |
| Ars-les-Favets                 | 63011      | 63700       | Riom             | Saint-Éloy-les-Mines                                                                                              | CC du Pays de Saint-Éloy           | 14,60            | 221 (2022)                        | 15                 | modifier les données · modifier les données |
| Artonne                        | 63012      | 63460       | Riom             | Aigueperse | CC Plaine Limagne                  | 17,48            | 923 (2022)                        | 53                 | modifier les données · modifier les données |
| Aubiat                         | 63013      | 63260       | Riom             | Aigueperse | CC Plaine Limagne                  | 14,79            | 1 018 (2022)                      | 69                 | modifier les données · modifier les données |
| Aubière                        | 63014      | 63170       | Clermont-Ferrand | Aubière | Clermont Auvergne Métropole        | 7,68             | 10 273 (2022)                     | 1 338              | modifier les données · modifier les données |
| Aubusson-d'Auvergne            | 63015      | 63120       | Thiers           | Les Monts du Livradois                                                                                            | CC Thiers Dore et Montagne         | 6,79             | 216 (2022)                        | 32                 | modifier les données · modifier les données |
| Augerolles                     | 63016      | 63930       | Thiers           | Les Monts du Livradois                                                                                            | CC Thiers Dore et Montagne         | 33,01            | 864 (2022)                        | 26                 | modifier les données · modifier les données |
| Augnat                         | 63017      | 63340       | Issoire          | Brassac-les-Mines                                                                                                 | CA Agglo Pays d'Issoire            | 9,54             | 196 (2022)                        | 21                 | modifier les données · modifier les données |
| Aulhat-Flat                    | 63160      | 63500       | Issoire          | Issoire | CA Agglo Pays d'Issoire            | 12,78            | 938 (2022)                        | 73                 | modifier les données · modifier les données |
| Aulnat                         | 63019      | 63510       | Clermont-Ferrand | Gerzat | Clermont Auvergne Métropole        | 4,21             | 4 127 (2022)                      | 980                | modifier les données · modifier les données |
| Aurières                       | 63020      | 63210       | Issoire          | Orcines | CC Dômes Sancy Artense             | 11,09            | 379 (2022)                        | 34                 | modifier les données · modifier les données |
| Authezat                       | 63021      | 63114       | Clermont-Ferrand | Les Martres-de-Veyre                                                                                              | CC Mond'Arverne Communauté         | 5,79             | 661 (2022)                        | 114                | modifier les données · modifier les données |
| Auzat-la-Combelle              | 63022      | 63570       | Issoire          | Brassac-les-Mines                                                                                                 | CA Agglo Pays d'Issoire            | 12,74            | 1 953 (2022)                      | 153                | modifier les données · modifier les données |
| Auzelles                       | 63023      | 63590       | Ambert           | Les Monts du Livradois                                                                                            | CC Ambert Livradois Forez          | 33,42            | 388 (2022)                        | 12                 | modifier les données · modifier les données |
| Avèze                          | 63024      | 63690       | Issoire          | Le Sancy | CC Dômes Sancy Artense             | 22,07            | 159 (2022)                        | 7,2                | modifier les données · modifier les données |
| Ayat-sur-Sioule                | 63025      | 63390       | Riom             | Saint-Éloy-les-Mines                                                                                              | CC du Pays de Saint-Éloy           | 14,20            | 134 (2022)                        | 9,4                | modifier les données · modifier les données |
| Aydat                          | 63026      | 63970       | Clermont-Ferrand | Orcines | CC Mond'Arverne Communauté         | 50,22            | 2 548 (2022)                      | 51                 | modifier les données · modifier les données |
| Baffie                         | 63027      | 63600       | Ambert           | Ambert | CC Ambert Livradois Forez          | 10,62            | 111 (2022)                        | 10                 | modifier les données · modifier les données |
| Bagnols                        | 63028      | 63810       | Issoire          | Le Sancy | CC Dômes Sancy Artense             | 42,46            | 402 (2022)                        | 9,5                | modifier les données · modifier les données |
| Bansat                         | 63029      | 63570       | Issoire          | Brassac-les-Mines                                                                                                 | CA Agglo Pays d'Issoire            | 10,31            | 263 (2022)                        | 26                 | modifier les données · modifier les données |
| Bas-et-Lezat                   | 63030      | 63310       | Riom             | Maringues | CC Plaine Limagne                  | 12,59            | 346 (2022)                        | 27                 | modifier les données · modifier les données |
| Beaulieu                       | 63031      | 63570       | Issoire          | Brassac-les-Mines                                                                                                 | CA Agglo Pays d'Issoire            | 8,65             | 474 (2022)                        | 55                 | modifier les données · modifier les données |
| Beaumont                       | 63032      | 63110       | Clermont-Ferrand | Beaumont | Clermont Auvergne Métropole        | 4,01             | 10 787 (2022)                     | 2 690              | modifier les données · modifier les données |
| Beaumont-lès-Randan            | 63033      | 63310       | Riom             | Maringues | CC Plaine Limagne                  | 5,99             | 315 (2022)                        | 53                 | modifier les données · modifier les données |
| Beauregard-l'Évêque            | 63034      | 63116       | Clermont-Ferrand | Billom | CC Billom Communauté               | 12,02            | 1 584 (2022)                      | 132                | modifier les données · modifier les données |
| Beauregard-Vendon              | 63035      | 63460       | Riom             | Saint-Georges-de-Mons                                                                                             | CC Combrailles Sioule et Morge     | 7,33             | 1 323 (2022)                      | 180                | modifier les données · modifier les données |
| Bergonne                       | 63036      | 63500       | Issoire          | Brassac-les-Mines                                                                                                 | CA Agglo Pays d'Issoire            | 5,75             | 316 (2022)                        | 55                 | modifier les données · modifier les données |
| Bertignat                      | 63037      | 63480       | Ambert           | Les Monts du Livradois                                                                                            | CC Ambert Livradois Forez          | 24,31            | 471 (2022)                        | 19                 | modifier les données · modifier les données |
| Besse-et-Saint-Anastaise       | 63038      | 63610       | Issoire          | Le Sancy | CC du Massif du Sancy              | 72,38            | 1 445 (2022)                      | 20                 | modifier les données · modifier les données |
| Beurières                      | 63039      | 63220       | Ambert           | Ambert | CC Ambert Livradois Forez          | 16,27            | 310 (2022)                        | 19                 | modifier les données · modifier les données |
| Billom                         | 63040      | 63160       | Clermont-Ferrand | Billom | CC Billom Communauté               | 16,96            | 4 826 (2022)                      | 285                | modifier les données · modifier les données |
| Biollet                        | 63041      | 63640       | Riom             | Saint-Éloy-les-Mines                                                                                              | CC du Pays de Saint-Éloy           | 23,46            | 317 (2022)                        | 14                 | modifier les données · modifier les données |
| Blanzat                        | 63042      | 63112       | Clermont-Ferrand | Cébazat | Clermont Auvergne Métropole        | 6,96             | 3 729 (2022)                      | 536                | modifier les données · modifier les données |
| Blot-l'Église                  | 63043      | 63440       | Riom             | Saint-Georges-de-Mons                                                                                             | CC Combrailles Sioule et Morge     | 25,29            | 441 (2022)                        | 17                 | modifier les données · modifier les données |
| Bongheat                       | 63044      | 63160       | Clermont-Ferrand | Billom | CC Billom Communauté               | 11,20            | 452 (2022)                        | 40                 | modifier les données · modifier les données |
| Bort-l'Étang                   | 63045      | 63190       | Thiers           | Lezoux | CC Entre Dore et Allier            | 15,40            | 724 (2022)                        | 47                 | modifier les données · modifier les données |
| Boudes                         | 63046      | 63340       | Issoire          | Brassac-les-Mines                                                                                                 | CA Agglo Pays d'Issoire            | 7,92             | 262 (2022)                        | 33                 | modifier les données · modifier les données |
| La Bourboule                   | 63047      | 63150       | Issoire          | Le Sancy | CC du Massif du Sancy              | 12,74            | 1 739 (2022)                      | 136                | modifier les données · modifier les données |
| Bourg-Lastic                   | 63048      | 63760       | Riom             | Saint-Ours | CC Chavanon Combrailles et Volcans | 40,46            | 873 (2022)                        | 22                 | modifier les données · modifier les données |
| Bouzel                         | 63049      | 63910       | Clermont-Ferrand | Billom | CC Billom Communauté               | 4,21             | 712 (2022)                        | 169                | modifier les données · modifier les données |
| Brassac-les-Mines              | 63050      | 63570       | Issoire          | Brassac-les-Mines                                                                                                 | CA Agglo Pays d'Issoire            | 7,20             | 3 380 (2022)                      | 469                | modifier les données · modifier les données |
| Brenat                         | 63051      | 63500       | Issoire          | Issoire | CA Agglo Pays d'Issoire            | 8,83             | 629 (2022)                        | 71                 | modifier les données · modifier les données |
| Le Breuil-sur-Couze            | 63052      | 63340       | Issoire          | Brassac-les-Mines                                                                                                 | CA Agglo Pays d'Issoire            | 5,94             | 1 030 (2022)                      | 173                | modifier les données · modifier les données |
| Briffons                       | 63053      | 63820       | Riom             | Saint-Ours | CC Chavanon Combrailles et Volcans | 40,32            | 265 (2022)                        | 6,6                | modifier les données · modifier les données |
| Le Broc                        | 63054      | 63500       | Issoire          | Issoire | CA Agglo Pays d'Issoire            | 17,45            | 632 (2022)                        | 36                 | modifier les données · modifier les données |
| Bromont-Lamothe                | 63055      | 63230       | Riom             | Saint-Ours | CC Chavanon Combrailles et Volcans | 38,07            | 1 016 (2022)                      | 27                 | modifier les données · modifier les données |
| Brousse                        | 63056      | 63490       | Ambert           | Les Monts du Livradois                                                                                            | CC Ambert Livradois Forez          | 22,45            | 358 (2022)                        | 16                 | modifier les données · modifier les données |
| Le Brugeron                    | 63057      | 63880       | Ambert           | Les Monts du Livradois                                                                                            | CC Ambert Livradois Forez          | 27,42            | 242 (2022)                        | 8,8                | modifier les données · modifier les données |
| Bulhon                         | 63058      | 63350       | Thiers           | Lezoux | CC Entre Dore et Allier            | 12,47            | 588 (2022)                        | 47                 | modifier les données · modifier les données |
| Busséol                        | 63059      | 63270       | Clermont-Ferrand | Vic-le-Comte | CC Mond'Arverne Communauté         | 5,68             | 221 (2022)                        | 39                 | modifier les données · modifier les données |
| Bussières                      | 63060      | 63330       | Riom             | Saint-Éloy-les-Mines                                                                                              | CC du Pays de Saint-Éloy           | 13,84            | 107 (2022)                        | 7,7                | modifier les données · modifier les données |
| Bussières-et-Pruns             | 63061      | 63260       | Riom             | Aigueperse | CC Plaine Limagne                  | 11,63            | 504 (2022)                        | 43                 | modifier les données · modifier les données |
| Buxières-sous-Montaigut        | 63062      | 63700       | Riom             | Saint-Éloy-les-Mines                                                                                              | CC du Pays de Saint-Éloy           | 10,88            | 242 (2022)                        | 22                 | modifier les données · modifier les données |
| Cébazat                        | 63063      | 63118       | Clermont-Ferrand | Cébazat | Clermont Auvergne Métropole        | 10,02            | 8 949 (2022)                      | 893                | modifier les données · modifier les données |
| Ceilloux                       | 63065      | 63520       | Ambert           | Les Monts du Livradois                                                                                            | CC Ambert Livradois Forez          | 8,99             | 174 (2022)                        | 19                 | modifier les données · modifier les données |
| La Celle                       | 63064      | 63620       | Riom             | Saint-Ours | CC Chavanon Combrailles et Volcans | 15,85            | 80 (2022)                         | 5,0                | modifier les données · modifier les données |
| Celles-sur-Durolle             | 63066      | 63250       | Thiers           | Thiers | CC Thiers Dore et Montagne         | 38,90            | 1 635 (2022)                      | 42                 | modifier les données · modifier les données |
| La Cellette                    | 63067      | 63330       | Riom             | Saint-Éloy-les-Mines                                                                                              | CC du Pays de Saint-Éloy           | 10,99            | 167 (2022)                        | 15                 | modifier les données · modifier les données |
| Le Cendre                      | 63069      | 63670       | Clermont-Ferrand | Cournon-d'Auvergne                                                                                                | Clermont Auvergne Métropole        | 4,23             | 5 455 (2022)                      | 1 290              | modifier les données · modifier les données |
| Ceyrat                         | 63070      | 63122       | Clermont-Ferrand | Beaumont | Clermont Auvergne Métropole        | 9,35             | 6 548 (2022)                      | 700                | modifier les données · modifier les données |
| Ceyssat                        | 63071      | 63210       | Issoire          | Orcines | CC Dômes Sancy Artense             | 30,17            | 694 (2022)                        | 23                 | modifier les données · modifier les données |
| Chabreloche                    | 63072      | 63250       | Thiers           | Thiers | CC Thiers Dore et Montagne         | 9,61             | 1 164 (2022)                      | 121                | modifier les données · modifier les données |
| Chadeleuf                      | 63073      | 63320       | Issoire          | Vic-le-Comte | CA Agglo Pays d'Issoire            | 5,70             | 429 (2022)                        | 75                 | modifier les données · modifier les données |
| Chalus                         | 63074      | 63340       | Issoire          | Brassac-les-Mines                                                                                                 | CA Agglo Pays d'Issoire            | 6,58             | 181 (2022)                        | 28                 | modifier les données · modifier les données |
| Chamalières                    | 63075      | 63400       | Clermont-Ferrand | Chamalières | Clermont Auvergne Métropole        | 3,77             | 17 591 (2022)                     | 4 666              | modifier les données · modifier les données |
| Chambaron sur Morge            | 63244      | 63200       | Riom             | Riom | CA Riom Limagne et Volcans         | 14,05            | 1 779 (2022)                      | 127                | modifier les données · modifier les données |
| Chambon-sur-Dolore             | 63076      | 63980       | Ambert           | Les Monts du Livradois                                                                                            | CC Ambert Livradois Forez          | 19,70            | 143 (2022)                        | 7,3                | modifier les données · modifier les données |
| Chambon-sur-Lac                | 63077      | 63790       | Issoire          | Le Sancy | CC du Massif du Sancy              | 46,93            | 407 (2022)                        | 8,7                | modifier les données · modifier les données |
| Champagnat-le-Jeune            | 63079      | 63580       | Issoire          | Brassac-les-Mines                                                                                                 | CA Agglo Pays d'Issoire            | 9,39             | 149 (2022)                        | 16                 | modifier les données · modifier les données |
| Champeix                       | 63080      | 63320       | Issoire          | Le Sancy | CA Agglo Pays d'Issoire            | 12,12            | 1 416 (2022)                      | 117                | modifier les données · modifier les données |
| Champétières                   | 63081      | 63600       | Ambert           | Ambert | CC Ambert Livradois Forez          | 18,54            | 283 (2022)                        | 15                 | modifier les données · modifier les données |
| Champs                         | 63082      | 63440       | Riom             | Saint-Georges-de-Mons                                                                                             | CC Combrailles Sioule et Morge     | 15,13            | 421 (2022)                        | 28                 | modifier les données · modifier les données |
| Chanat-la-Mouteyre             | 63083      | 63530       | Riom             | Orcines | CA Riom Limagne et Volcans         | 14,27            | 949 (2022)                        | 67                 | modifier les données · modifier les données |
| Chanonat                       | 63084      | 63450       | Clermont-Ferrand | Les Martres-de-Veyre                                                                                              | CC Mond'Arverne Communauté         | 12,70            | 1 715 (2022)                      | 135                | modifier les données · modifier les données |
| Chapdes-Beaufort               | 63085      | 63230       | Riom             | Saint-Ours | CC Chavanon Combrailles et Volcans | 31,79            | 1 139 (2022)                      | 36                 | modifier les données · modifier les données |
| La Chapelle-Agnon              | 63086      | 63590       | Ambert           | Les Monts du Livradois                                                                                            | CC Ambert Livradois Forez          | 26,08            | 351 (2022)                        | 13                 | modifier les données · modifier les données |
| La Chapelle-Marcousse          | 63087      | 63420       | Issoire          | Brassac-les-Mines                                                                                                 | CA Agglo Pays d'Issoire            | 19,72            | 64 (2022)                         | 3,2                | modifier les données · modifier les données |
| La Chapelle-sur-Usson          | 63088      | 63580       | Issoire          | Brassac-les-Mines                                                                                                 | CA Agglo Pays d'Issoire            | 6,78             | 86 (2022)                         | 13                 | modifier les données · modifier les données |
| Chappes                        | 63089      | 63720       | Riom             | Aigueperse | CA Riom Limagne et Volcans         | 10,21            | 1 609 (2022)                      | 158                | modifier les données · modifier les données |
| Chaptuzat                      | 63090      | 63260       | Riom             | Aigueperse | CC Plaine Limagne                  | 8,24             | 492 (2022)                        | 60                 | modifier les données · modifier les données |
| Charbonnier-les-Mines          | 63091      | 63340       | Issoire          | Brassac-les-Mines                                                                                                 | CA Agglo Pays d'Issoire            | 3,36             | 937 (2022)                        | 279                | modifier les données · modifier les données |
| Charbonnières-les-Varennes     | 63092      | 63410       | Riom             | Saint-Ours | CA Riom Limagne et Volcans         | 32,12            | 1 914 (2022)                      | 60                 | modifier les données · modifier les données |
| Charbonnières-les-Vieilles     | 63093      | 63410       | Riom             | Saint-Georges-de-Mons                                                                                             | CC Combrailles Sioule et Morge     | 32,62            | 1 161 (2022)                      | 36                 | modifier les données · modifier les données |
| Charensat                      | 63094      | 63640       | Riom             | Saint-Éloy-les-Mines                                                                                              | CC du Pays de Saint-Éloy           | 46,68            | 474 (2022)                        | 10                 | modifier les données · modifier les données |
| Charnat                        | 63095      | 63290       | Thiers           | Maringues | CC Thiers Dore et Montagne         | 5,42             | 205 (2022)                        | 38                 | modifier les données · modifier les données |
| Chas                           | 63096      | 63160       | Clermont-Ferrand | Billom | CC Billom Communauté               | 3,52             | 368 (2022)                        | 105                | modifier les données · modifier les données |
| Chassagne                      | 63097      | 63320       | Issoire          | Brassac-les-Mines                                                                                                 | CA Agglo Pays d'Issoire            | 16,06            | 81 (2022)                         | 5,0                | modifier les données · modifier les données |
| Chastreix                      | 63098      | 63680       | Issoire          | Le Sancy | CC du Massif du Sancy              | 45,12            | 233 (2022)                        | 5,2                | modifier les données · modifier les données |
| Château-sur-Cher               | 63101      | 63330       | Riom             | Saint-Éloy-les-Mines                                                                                              | CC du Pays de Saint-Éloy           | 11,87            | 67 (2022)                         | 5,6                | modifier les données · modifier les données |
| Châteaugay                     | 63099      | 63119       | Clermont-Ferrand | Châtel-Guyon | Clermont Auvergne Métropole        | 9,08             | 3 143 (2022)                      | 346                | modifier les données · modifier les données |
| Châteauneuf-les-Bains          | 63100      | 63390       | Riom             | Saint-Éloy-les-Mines                                                                                              | CC Combrailles Sioule et Morge     | 16,92            | 311 (2022)                        | 18                 | modifier les données · modifier les données |
| Châtel-Guyon                   | 63103      | 63140       | Riom             | Châtel-Guyon | CA Riom Limagne et Volcans         | 14,06            | 6 294 (2022)                      | 448                | modifier les données · modifier les données |
| Châteldon                      | 63102      | 63290       | Thiers           | Maringues | CC Thiers Dore et Montagne         | 28,43            | 752 (2022)                        | 26                 | modifier les données · modifier les données |
| La Chaulme                     | 63104      | 63660       | Ambert           | Ambert | CC Ambert Livradois Forez          | 13,60            | 116 (2022)                        | 8,5                | modifier les données · modifier les données |
| Chaumont-le-Bourg              | 63105      | 63220       | Ambert           | Ambert | CC Ambert Livradois Forez          | 8,28             | 233 (2022)                        | 28                 | modifier les données · modifier les données |
| Chauriat                       | 63106      | 63117       | Clermont-Ferrand | Billom | CC Billom Communauté               | 8,64             | 1 779 (2022)                      | 206                | modifier les données · modifier les données |
| Chavaroux                      | 63107      | 63720       | Riom             | Aigueperse | CA Riom Limagne et Volcans         | 3,98             | 531 (2022)                        | 133                | modifier les données · modifier les données |
| Le Cheix-sur-Morge             | 63108      | 63200       | Riom             | Riom | CA Riom Limagne et Volcans         | 4,63             | 689 (2022)                        | 149                | modifier les données · modifier les données |
| Cisternes-la-Forêt             | 63110      | 63740       | Riom             | Saint-Ours | CC Chavanon Combrailles et Volcans | 33,58            | 450 (2022)                        | 13                 | modifier les données · modifier les données |
| Clémensat                      | 63111      | 63320       | Issoire          | Le Sancy | CA Agglo Pays d'Issoire            | 3,21             | 121 (2022)                        | 38                 | modifier les données · modifier les données |
| Clerlande                      | 63112      | 63720       | Riom             | Aigueperse | CA Riom Limagne et Volcans         | 8,31             | 631 (2022)                        | 76                 | modifier les données · modifier les données |
| Collanges                      | 63114      | 63340       | Issoire          | Brassac-les-Mines                                                                                                 | CA Agglo Pays d'Issoire            | 4,45             | 156 (2022)                        | 35                 | modifier les données · modifier les données |
| Combrailles                    | 63115      | 63380       | Riom             | Saint-Ours | CC Chavanon Combrailles et Volcans | 20,61            | 213 (2022)                        | 10                 | modifier les données · modifier les données |
| Combronde                      | 63116      | 63460       | Riom             | Saint-Georges-de-Mons                                                                                             | CC Combrailles Sioule et Morge     | 18,00            | 2 142 (2022)                      | 119                | modifier les données · modifier les données |
| Compains                       | 63117      | 63610       | Issoire          | Le Sancy | CC du Massif du Sancy              | 50,16            | 126 (2022)                        | 2,5                | modifier les données · modifier les données |
| Condat-en-Combraille           | 63118      | 63380       | Riom             | Saint-Ours | CC Chavanon Combrailles et Volcans | 45,74            | 412 (2022)                        | 9,0                | modifier les données · modifier les données |
| Condat-lès-Montboissier        | 63119      | 63490       | Ambert           | Les Monts du Livradois                                                                                            | CC Ambert Livradois Forez          | 20,52            | 230 (2022)                        | 11                 | modifier les données · modifier les données |
| Corent                         | 63120      | 63730       | Clermont-Ferrand | Les Martres-de-Veyre                                                                                              | CC Mond'Arverne Communauté         | 2,68             | 782 (2022)                        | 292                | modifier les données · modifier les données |
| Coudes                         | 63121      | 63114       | Issoire          | Vic-le-Comte | CA Agglo Pays d'Issoire            | 4,66             | 1 241 (2022)                      | 266                | modifier les données · modifier les données |
| Courgoul                       | 63122      | 63320       | Issoire          | Le Sancy | CA Agglo Pays d'Issoire            | 8,44             | 61 (2022)                         | 7,2                | modifier les données · modifier les données |
| Cournols                       | 63123      | 63450       | Clermont-Ferrand | Orcines | CC Mond'Arverne Communauté         | 10,76            | 230 (2022)                        | 21                 | modifier les données · modifier les données |
| Cournon-d'Auvergne             | 63124      | 63800       | Clermont-Ferrand | Cournon-d'Auvergne                                                                                                | Clermont Auvergne Métropole        | 18,58            | 20 020 (2022)                     | 1 078              | modifier les données · modifier les données |
| Courpière                      | 63125      | 63120       | Thiers           | Les Monts du Livradois                                                                                            | CC Thiers Dore et Montagne         | 31,82            | 4 109 (2022)                      | 129                | modifier les données · modifier les données |
| Le Crest                       | 63126      | 63450       | Clermont-Ferrand | Les Martres-de-Veyre                                                                                              | CC Mond'Arverne Communauté         | 6,84             | 1 300 (2022)                      | 190                | modifier les données · modifier les données |
| Crevant-Laveine                | 63128      | 63350       | Thiers           | Lezoux | CC Entre Dore et Allier            | 19,76            | 964 (2022)                        | 49                 | modifier les données · modifier les données |
| Cros                           | 63129      | 63810       | Issoire          | Le Sancy | CC Dômes Sancy Artense             | 19,62            | 166 (2022)                        | 8,5                | modifier les données · modifier les données |
| La Crouzille                   | 63130      | 63700       | Riom             | Saint-Éloy-les-Mines                                                                                              | CC du Pays de Saint-Éloy           | 18,60            | 259 (2022)                        | 14                 | modifier les données · modifier les données |
| Culhat                         | 63131      | 63350       | Thiers           | Lezoux | CC Entre Dore et Allier            | 18,74            | 1 149 (2022)                      | 61                 | modifier les données · modifier les données |
| Cunlhat                        | 63132      | 63590       | Ambert           | Les Monts du Livradois                                                                                            | CC Ambert Livradois Forez          | 29,55            | 1 301 (2022)                      | 44                 | modifier les données · modifier les données |
| Dauzat-sur-Vodable             | 63134      | 63340       | Issoire          | Brassac-les-Mines                                                                                                 | CA Agglo Pays d'Issoire            | 14,99            | 67 (2022)                         | 4,5                | modifier les données · modifier les données |
| Davayat                        | 63135      | 63200       | Riom             | Saint-Georges-de-Mons                                                                                             | CC Combrailles Sioule et Morge     | 2,33             | 646 (2022)                        | 277                | modifier les données · modifier les données |
| Les Deux-Rives                 | 63109      | 63320       | Issoire          | Sancy | CA Agglo Pays d'Issoire            | 5,11             | 842 (2022)                        | 165                | modifier les données · modifier les données |
| Domaize                        | 63136      | 63520       | Ambert           | Les Monts du Livradois                                                                                            | CC Ambert Livradois Forez          | 14,60            | 377 (2022)                        | 26                 | modifier les données · modifier les données |
| Doranges                       | 63137      | 63220       | Ambert           | Ambert | CC Ambert Livradois Forez          | 19,43            | 172 (2022)                        | 8,9                | modifier les données · modifier les données |
| Dorat                          | 63138      | 63300       | Thiers           | Thiers | CC Thiers Dore et Montagne         | 17,26            | 721 (2022)                        | 42                 | modifier les données · modifier les données |
| Dore-l'Église                  | 63139      | 63220       | Ambert           | Ambert | CC Ambert Livradois Forez          | 27,14            | 664 (2022)                        | 24                 | modifier les données · modifier les données |
| Durmignat                      | 63140      | 63700       | Riom             | Saint-Éloy-les-Mines                                                                                              | CC du Pays de Saint-Éloy           | 12,36            | 214 (2022)                        | 17                 | modifier les données · modifier les données |
| Durtol                         | 63141      | 63830       | Clermont-Ferrand | Cébazat | Clermont Auvergne Métropole        | 4,01             | 1 964 (2022)                      | 490                | modifier les données · modifier les données |
| Échandelys                     | 63142      | 63980       | Ambert           | Les Monts du Livradois                                                                                            | CC Ambert Livradois Forez          | 23,59            | 249 (2022)                        | 11                 | modifier les données · modifier les données |
| Effiat                         | 63143      | 63260       | Riom             | Aigueperse | CC Plaine Limagne                  | 19,96            | 1 127 (2022)                      | 56                 | modifier les données · modifier les données |
| Égliseneuve-d'Entraigues       | 63144      | 63850       | Issoire          | Le Sancy | CC du Massif du Sancy              | 56,43            | 328 (2022)                        | 5,8                | modifier les données · modifier les données |
| Égliseneuve-des-Liards         | 63145      | 63490       | Issoire          | Brassac-les-Mines                                                                                                 | CA Agglo Pays d'Issoire            | 8,35             | 156 (2022)                        | 19                 | modifier les données · modifier les données |
| Égliseneuve-près-Billom        | 63146      | 63160       | Clermont-Ferrand | Billom | CC Billom Communauté               | 16,66            | 894 (2022)                        | 54                 | modifier les données · modifier les données |
| Églisolles                     | 63147      | 63840       | Ambert           | Ambert | CC Ambert Livradois Forez          | 20,59            | 309 (2022)                        | 15                 | modifier les données · modifier les données |
| Ennezat                        | 63148      | 63720       | Riom             | Aigueperse | CA Riom Limagne et Volcans         | 18,31            | 2 658 (2022)                      | 145                | modifier les données · modifier les données |
| Entraigues                     | 63149      | 63720       | Riom             | Aigueperse | CA Riom Limagne et Volcans         | 9,72             | 732 (2022)                        | 75                 | modifier les données · modifier les données |
| Enval                          | 63150      | 63530       | Riom             | Châtel-Guyon | CA Riom Limagne et Volcans         | 4,87             | 1 581 (2022)                      | 325                | modifier les données · modifier les données |
| Escoutoux                      | 63151      | 63300       | Thiers           | Thiers | CC Thiers Dore et Montagne         | 27,40            | 1 355 (2022)                      | 49                 | modifier les données · modifier les données |
| Espinasse                      | 63152      | 63390       | Riom             | Saint-Éloy-les-Mines                                                                                              | CC du Pays de Saint-Éloy           | 23,95            | 277 (2022)                        | 12                 | modifier les données · modifier les données |
| Espinchal                      | 63153      | 63850       | Issoire          | Le Sancy | CC du Massif du Sancy              | 8,85             | 73 (2022)                         | 8,2                | modifier les données · modifier les données |
| Espirat                        | 63154      | 63160       | Clermont-Ferrand | Billom | CC Billom Communauté               | 4,32             | 418 (2022)                        | 97                 | modifier les données · modifier les données |
| Estandeuil                     | 63155      | 63520       | Clermont-Ferrand | Billom | CC Billom Communauté               | 9,59             | 508 (2022)                        | 53                 | modifier les données · modifier les données |
| Esteil                         | 63156      | 63570       | Issoire          | Brassac-les-Mines                                                                                                 | CA Agglo Pays d'Issoire            | 4,55             | 55 (2022)                         | 12                 | modifier les données · modifier les données |
| Fayet-le-Château               | 63157      | 63160       | Clermont-Ferrand | Billom | CC Billom Communauté               | 12,54            | 381 (2022)                        | 30                 | modifier les données · modifier les données |
| Fayet-Ronaye                   | 63158      | 63630       | Ambert           | Les Monts du Livradois                                                                                            | CC Ambert Livradois Forez          | 20,25            | 107 (2022)                        | 5,3                | modifier les données · modifier les données |
| Fernoël                        | 63159      | 63620       | Riom             | Saint-Ours | CC Chavanon Combrailles et Volcans | 14,43            | 136 (2022)                        | 9,4                | modifier les données · modifier les données |
| La Forie                       | 63161      | 63600       | Ambert           | Ambert | CC Ambert Livradois Forez          | 2,81             | 316 (2022)                        | 112                | modifier les données · modifier les données |
| Fournols                       | 63162      | 63980       | Ambert           | Les Monts du Livradois                                                                                            | CC Ambert Livradois Forez          | 29,02            | 315 (2022)                        | 11                 | modifier les données · modifier les données |
| Gelles                         | 63163      | 63740       | Issoire          | Orcines | CC Dômes Sancy Artense             | 47,53            | 931 (2022)                        | 20                 | modifier les données · modifier les données |
| Gerzat                         | 63164      | 63360       | Clermont-Ferrand | Gerzat | Clermont Auvergne Métropole        | 16,28            | 10 268 (2022)                     | 631                | modifier les données · modifier les données |
| Giat                           | 63165      | 63620       | Riom             | Saint-Ours | CC Chavanon Combrailles et Volcans | 47,95            | 791 (2022)                        | 16                 | modifier les données · modifier les données |
| Gignat                         | 63166      | 63340       | Issoire          | Brassac-les-Mines                                                                                                 | CA Agglo Pays d'Issoire            | 3,49             | 254 (2022)                        | 73                 | modifier les données · modifier les données |
| Gimeaux                        | 63167      | 63200       | Riom             | Saint-Georges-de-Mons                                                                                             | CC Combrailles Sioule et Morge     | 2,19             | 388 (2022)                        | 177                | modifier les données · modifier les données |
| Glaine-Montaigut               | 63168      | 63160       | Clermont-Ferrand | Billom | CC Billom Communauté               | 12,92            | 599 (2022)                        | 46                 | modifier les données · modifier les données |
| La Godivelle                   | 63169      | 63850       | Issoire          | Brassac-les-Mines                                                                                                 | CC du Massif du Sancy              | 15,44            | 17 (2022)                         | 1,1                | modifier les données · modifier les données |
| La Goutelle                    | 63170      | 63230       | Riom             | Saint-Ours | CC Chavanon Combrailles et Volcans | 24,25            | 615 (2022)                        | 25                 | modifier les données · modifier les données |
| Gouttières                     | 63171      | 63390       | Riom             | Saint-Éloy-les-Mines                                                                                              | CC du Pays de Saint-Éloy           | 25,63            | 310 (2022)                        | 12                 | modifier les données · modifier les données |
| Grandeyrolles                  | 63172      | 63320       | Issoire          | Le Sancy | CA Agglo Pays d'Issoire            | 5,28             | 53 (2022)                         | 10                 | modifier les données · modifier les données |
| Grandrif                       | 63173      | 63600       | Ambert           | Ambert | CC Ambert Livradois Forez          | 22,15            | 203 (2022)                        | 9,2                | modifier les données · modifier les données |
| Grandval                       | 63174      | 63890       | Ambert           | Les Monts du Livradois                                                                                            | CC Ambert Livradois Forez          | 9,83             | 119 (2022)                        | 12                 | modifier les données · modifier les données |
| Herment                        | 63175      | 63470       | Riom             | Saint-Ours | CC Chavanon Combrailles et Volcans | 9,57             | 264 (2022)                        | 28                 | modifier les données · modifier les données |
| Heume-l'Église                 | 63176      | 63210       | Issoire          | Orcines | CC Dômes Sancy Artense             | 14,96            | 113 (2022)                        | 7,6                | modifier les données · modifier les données |
| Isserteaux                     | 63177      | 63270       | Clermont-Ferrand | Billom | CC Billom Communauté               | 17,66            | 422 (2022)                        | 24                 | modifier les données · modifier les données |
| Issoire                        | 63178      | 63500       | Issoire          | Issoire | CA Agglo Pays d'Issoire            | 19,69            | 15 078 (2022)                     | 766                | modifier les données · modifier les données |
| Job                            | 63179      | 63990       | Ambert           | Ambert | CC Ambert Livradois Forez          | 42,68            | 994 (2022)                        | 23                 | modifier les données · modifier les données |
| Joze                           | 63180      | 63350       | Thiers           | Lezoux | CC Entre Dore et Allier            | 19,35            | 1 171 (2022)                      | 61                 | modifier les données · modifier les données |
| Jozerand                       | 63181      | 63460       | Riom             | Saint-Georges-de-Mons                                                                                             | CC Combrailles Sioule et Morge     | 10,76            | 564 (2022)                        | 52                 | modifier les données · modifier les données |
| Jumeaux                        | 63182      | 63570       | Issoire          | Brassac-les-Mines                                                                                                 | CA Agglo Pays d'Issoire            | 7,13             | 563 (2022)                        | 79                 | modifier les données · modifier les données |
| Labessette                     | 63183      | 63690       | Issoire          | Le Sancy | CC Dômes Sancy Artense             | 10,45            | 63 (2022)                         | 6,0                | modifier les données · modifier les données |
| Lachaux                        | 63184      | 63290       | Thiers           | Maringues | CC Thiers Dore et Montagne         | 22,27            | 276 (2022)                        | 12                 | modifier les données · modifier les données |
| Lamontgie                      | 63185      | 63570       | Issoire          | Brassac-les-Mines                                                                                                 | CA Agglo Pays d'Issoire            | 7,09             | 646 (2022)                        | 91                 | modifier les données · modifier les données |
| Landogne                       | 63186      | 63380       | Riom             | Saint-Ours | CC Chavanon Combrailles et Volcans | 17,37            | 223 (2022)                        | 13                 | modifier les données · modifier les données |
| Lapeyrouse                     | 63187      | 63700       | Riom             | Saint-Éloy-les-Mines                                                                                              | CC du Pays de Saint-Éloy           | 36,14            | 515 (2022)                        | 14                 | modifier les données · modifier les données |
| Laps                           | 63188      | 63270       | Clermont-Ferrand | Vic-le-Comte | CC Mond'Arverne Communauté         | 7,09             | 597 (2022)                        | 84                 | modifier les données · modifier les données |
| Laqueuille                     | 63189      | 63820       | Issoire          | Orcines | CC Dômes Sancy Artense             | 22,07            | 351 (2022)                        | 16                 | modifier les données · modifier les données |
| Larodde                        | 63190      | 63690       | Issoire          | Le Sancy | CC Dômes Sancy Artense             | 23,04            | 290 (2022)                        | 13                 | modifier les données · modifier les données |
| Lastic                         | 63191      | 63760       | Riom             | Saint-Ours | CC Chavanon Combrailles et Volcans | 17,31            | 99 (2022)                         | 5,7                | modifier les données · modifier les données |
| Le Vernet-Chaméane             | 63448      | 63580       | Issoire          | Brassac-les-Mines                                                                                                 | CA Agglo Pays d'Issoire            | 46,01            | 780 (2022)                        | 17                 | modifier les données · modifier les données |
| Lempdes                        | 63193      | 63370       | Clermont-Ferrand | Pont-du-Château                                                                                                   | Clermont Auvergne Métropole        | 12,30            | 8 646 (2022)                      | 703                | modifier les données · modifier les données |
| Lempty                         | 63194      | 63190       | Thiers           | Lezoux | CC Entre Dore et Allier            | 4,76             | 405 (2022)                        | 85                 | modifier les données · modifier les données |
| Lezoux                         | 63195      | 63190       | Thiers           | Lezoux | CC Entre Dore et Allier            | 34,69            | 6 468 (2022)                      | 186                | modifier les données · modifier les données |
| Limons                         | 63196      | 63290       | Riom             | Maringues | CC Plaine Limagne                  | 14,88            | 729 (2022)                        | 49                 | modifier les données · modifier les données |
| Lisseuil                       | 63197      | 63440       | Riom             | Saint-Georges-de-Mons                                                                                             | CC Combrailles Sioule et Morge     | 6,88             | 108 (2022)                        | 16                 | modifier les données · modifier les données |
| Loubeyrat                      | 63198      | 63410       | Riom             | Saint-Georges-de-Mons                                                                                             | CC Combrailles Sioule et Morge     | 23,93            | 1 431 (2022)                      | 60                 | modifier les données · modifier les données |
| Ludesse                        | 63199      | 63320       | Issoire          | Le Sancy | CA Agglo Pays d'Issoire            | 8,47             | 495 (2022)                        | 58                 | modifier les données · modifier les données |
| Lussat                         | 63200      | 63360       | Riom             | Aigueperse | CA Riom Limagne et Volcans         | 9,17             | 944 (2022)                        | 103                | modifier les données · modifier les données |
| Luzillat                       | 63201      | 63350       | Riom             | Maringues | CC Plaine Limagne                  | 23,19            | 1 157 (2022)                      | 50                 | modifier les données · modifier les données |
| Madriat                        | 63202      | 63340       | Issoire          | Brassac-les-Mines                                                                                                 | CA Agglo Pays d'Issoire            | 4,69             | 136 (2022)                        | 29                 | modifier les données · modifier les données |
| Malauzat                       | 63203      | 63200       | Riom             | Châtel-Guyon | CA Riom Limagne et Volcans         | 5,99             | 1 160 (2022)                      | 194                | modifier les données · modifier les données |
| Malintrat                      | 63204      | 63510       | Riom             | Gerzat | CA Riom Limagne et Volcans         | 8,16             | 1 133 (2022)                      | 139                | modifier les données · modifier les données |
| Manglieu                       | 63205      | 63270       | Clermont-Ferrand | Vic-le-Comte | CC Mond'Arverne Communauté         | 21,09            | 472 (2022)                        | 22                 | modifier les données · modifier les données |
| Manzat                         | 63206      | 63410       | Riom             | Saint-Georges-de-Mons                                                                                             | CC Combrailles Sioule et Morge     | 39,06            | 1 417 (2022)                      | 36                 | modifier les données · modifier les données |
| Marat                          | 63207      | 63480       | Ambert           | Les Monts du Livradois                                                                                            | CC Ambert Livradois Forez          | 30,10            | 805 (2022)                        | 27                 | modifier les données · modifier les données |
| Marcillat                      | 63208      | 63440       | Riom             | Saint-Georges-de-Mons                                                                                             | CC Combrailles Sioule et Morge     | 11,76            | 342 (2022)                        | 29                 | modifier les données · modifier les données |
| Mareugheol                     | 63209      | 63340       | Issoire          | Brassac-les-Mines                                                                                                 | CA Agglo Pays d'Issoire            | 7,54             | 226 (2022)                        | 30                 | modifier les données · modifier les données |
| Maringues                      | 63210      | 63350       | Riom             | Maringues | CC Plaine Limagne                  | 22,11            | 3 140 (2022)                      | 142                | modifier les données · modifier les données |
| Marsac-en-Livradois            | 63211      | 63940       | Ambert           | Ambert | CC Ambert Livradois Forez          | 48,46            | 1 391 (2022)                      | 29                 | modifier les données · modifier les données |
| Marsat                         | 63212      | 63200       | Riom             | Châtel-Guyon | CA Riom Limagne et Volcans         | 4,08             | 1 452 (2022)                      | 356                | modifier les données · modifier les données |
| Les Martres-d'Artière          | 63213      | 63430       | Riom             | Aigueperse | CA Riom Limagne et Volcans         | 14,96            | 2 237 (2022)                      | 150                | modifier les données · modifier les données |
| Les Martres-de-Veyre           | 63214      | 63730       | Clermont-Ferrand | Les Martres-de-Veyre                                                                                              | CC Mond'Arverne Communauté         | 9,28             | 3 786 (2022)                      | 408                | modifier les données · modifier les données |
| Martres-sur-Morge              | 63215      | 63720       | Riom             | Aigueperse | CA Riom Limagne et Volcans         | 8,22             | 732 (2022)                        | 89                 | modifier les données · modifier les données |
| Mauzun                         | 63216      | 63160       | Clermont-Ferrand | Billom | CC Billom Communauté               | 0,99             | 132 (2022)                        | 133                | modifier les données · modifier les données |
| Mayres                         | 63218      | 63220       | Ambert           | Ambert | CC Ambert Livradois Forez          | 12,49            | 197 (2022)                        | 16                 | modifier les données · modifier les données |
| Mazaye                         | 63219      | 63230       | Issoire          | Orcines | CC Dômes Sancy Artense             | 21,73            | 708 (2022)                        | 33                 | modifier les données · modifier les données |
| Mazoires                       | 63220      | 63420       | Issoire          | Brassac-les-Mines                                                                                                 | CA Agglo Pays d'Issoire            | 42,19            | 95 (2022)                         | 2,3                | modifier les données · modifier les données |
| Medeyrolles                    | 63221      | 63220       | Ambert           | Ambert | CC Ambert Livradois Forez          | 17,12            | 116 (2022)                        | 6,8                | modifier les données · modifier les données |
| Meilhaud                       | 63222      | 63320       | Issoire          | Issoire | CA Agglo Pays d'Issoire            | 4,47             | 495 (2022)                        | 111                | modifier les données · modifier les données |
| Menat                          | 63223      | 63560       | Riom             | Saint-Éloy-les-Mines                                                                                              | CC du Pays de Saint-Éloy           | 20,31            | 543 (2022)                        | 27                 | modifier les données · modifier les données |
| Ménétrol                       | 63224      | 63200       | Riom             | Châtel-Guyon | CA Riom Limagne et Volcans         | 8,94             | 1 641 (2022)                      | 184                | modifier les données · modifier les données |
| Messeix                        | 63225      | 63750       | Riom             | Saint-Ours | CC Chavanon Combrailles et Volcans | 39,32            | 1 006 (2022)                      | 26                 | modifier les données · modifier les données |
| Mirefleurs                     | 63227      | 63730       | Clermont-Ferrand | Vic-le-Comte | CC Mond'Arverne Communauté         | 9,05             | 2 336 (2022)                      | 258                | modifier les données · modifier les données |
| Miremont                       | 63228      | 63380       | Riom             | Saint-Ours | CC Chavanon Combrailles et Volcans | 36,79            | 295 (2022)                        | 8,0                | modifier les données · modifier les données |
| Moissat                        | 63229      | 63190       | Thiers           | Lezoux | CC Entre Dore et Allier            | 13,00            | 1 256 (2022)                      | 97                 | modifier les données · modifier les données |
| Le Monestier                   | 63230      | 63890       | Ambert           | Les Monts du Livradois                                                                                            | CC Ambert Livradois Forez          | 17,31            | 239 (2022)                        | 14                 | modifier les données · modifier les données |
| La Monnerie-le-Montel          | 63231      | 63650       | Thiers           | Thiers | CC Thiers Dore et Montagne         | 4,65             | 1 624 (2022)                      | 349                | modifier les données · modifier les données |
| Mons                           | 63232      | 63310       | Riom             | Maringues | CC Plaine Limagne                  | 13,82            | 559 (2022)                        | 40                 | modifier les données · modifier les données |
| Mont-Dore                      | 63236      | 63240       | Issoire          | Le Sancy | CC du Massif du Sancy              | 35,87            | 1 200 (2022)                      | 33                 | modifier les données · modifier les données |
| Montaigut-en-Combraille        | 63233      | 63700       | Riom             | Saint-Éloy-les-Mines                                                                                              | CC du Pays de Saint-Éloy           | 8,18             | 977 (2022)                        | 119                | modifier les données · modifier les données |
| Montaigut-le-Blanc             | 63234      | 63320       | Issoire          | Le Sancy | CA Agglo Pays d'Issoire            | 22,26            | 923 (2022)                        | 41                 | modifier les données · modifier les données |
| Montcel                        | 63235      | 63460       | Riom             | Saint-Georges-de-Mons                                                                                             | CC Combrailles Sioule et Morge     | 9,43             | 559 (2022)                        | 59                 | modifier les données · modifier les données |
| Montel-de-Gelat                | 63237      | 63380       | Riom             | Saint-Ours | CC Chavanon Combrailles et Volcans | 25,02            | 417 (2022)                        | 17                 | modifier les données · modifier les données |
| Montfermy                      | 63238      | 63230       | Riom             | Saint-Ours | CC Chavanon Combrailles et Volcans | 14,25            | 226 (2022)                        | 16                 | modifier les données · modifier les données |
| Montmorin                      | 63239      | 63160       | Clermont-Ferrand | Billom | CC Billom Communauté               | 13,65            | 730 (2022)                        | 53                 | modifier les données · modifier les données |
| Montpensier                    | 63240      | 63260       | Riom             | Aigueperse | CC Plaine Limagne                  | 7,24             | 467 (2022)                        | 65                 | modifier les données · modifier les données |
| Montpeyroux                    | 63241      | 63114       | Issoire          | Vic-le-Comte | CA Agglo Pays d'Issoire            | 3,29             | 325 (2022)                        | 99                 | modifier les données · modifier les données |
| Moriat                         | 63242      | 63340       | Issoire          | Brassac-les-Mines                                                                                                 | CA Agglo Pays d'Issoire            | 10,81            | 388 (2022)                        | 36                 | modifier les données · modifier les données |
| Moureuille                     | 63243      | 63700       | Riom             | Saint-Éloy-les-Mines                                                                                              | CC du Pays de Saint-Éloy           | 16,83            | 376 (2022)                        | 22                 | modifier les données · modifier les données |
| Mozac                          | 63245      | 63200       | Riom             | Châtel-Guyon | CA Riom Limagne et Volcans         | 4,05             | 3 889 (2022)                      | 960                | modifier les données · modifier les données |
| Mur-sur-Allier                 | 63226      | 63111 63115 | Clermont-Ferrand | Pont-du-Château                                                                                                   | CC Billom Communauté               | 15,07            | 3 102 (2022)                      | 206                | modifier les données · modifier les données |
| Murat-le-Quaire                | 63246      | 63150       | Issoire          | Le Sancy | CC du Massif du Sancy              | 11,64            | 486 (2022)                        | 42                 | modifier les données · modifier les données |
| Murol                          | 63247      | 63790       | Issoire          | Le Sancy | CC du Massif du Sancy              | 15,05            | 670 (2022)                        | 45                 | modifier les données · modifier les données |
| Nébouzat                       | 63248      | 63210       | Issoire          | Orcines | CC Dômes Sancy Artense             | 21,62            | 865 (2022)                        | 40                 | modifier les données · modifier les données |
| Néronde-sur-Dore               | 63249      | 63120       | Thiers           | Les Monts du Livradois                                                                                            | CC Thiers Dore et Montagne         | 8,93             | 485 (2022)                        | 54                 | modifier les données · modifier les données |
| Neschers                       | 63250      | 63320       | Issoire          | Vic-le-Comte | CA Agglo Pays d'Issoire            | 9,78             | 890 (2022)                        | 91                 | modifier les données · modifier les données |
| Neuf-Église                    | 63251      | 63560       | Riom             | Saint-Éloy-les-Mines                                                                                              | CC du Pays de Saint-Éloy           | 14,94            | 320 (2022)                        | 21                 | modifier les données · modifier les données |
| Neuville                       | 63252      | 63160       | Clermont-Ferrand | Billom | CC Billom Communauté               | 11,55            | 375 (2022)                        | 32                 | modifier les données · modifier les données |
| Noalhat                        | 63253      | 63290       | Thiers           | Maringues | CC Thiers Dore et Montagne         | 5,13             | 230 (2022)                        | 45                 | modifier les données · modifier les données |
| Nohanent                       | 63254      | 63830       | Clermont-Ferrand | Cébazat | Clermont Auvergne Métropole        | 4,20             | 2 246 (2022)                      | 535                | modifier les données · modifier les données |
| Nonette-Orsonnette             | 63255      | 63340       | Issoire          | Brassac-les-Mines                                                                                                 | CA Agglo Pays d'Issoire            | 10,65            | 618 (2022)                        | 58                 | modifier les données · modifier les données |
| Novacelles                     | 63256      | 63220       | Ambert           | Ambert | CC Ambert Livradois Forez          | 14,43            | 153 (2022)                        | 11                 | modifier les données · modifier les données |
| Olby                           | 63257      | 63210       | Issoire          | Orcines | CC Dômes Sancy Artense             | 17,38            | 862 (2022)                        | 50                 | modifier les données · modifier les données |
| Olliergues                     | 63258      | 63880       | Ambert           | Les Monts du Livradois                                                                                            | CC Ambert Livradois Forez          | 16,41            | 736 (2022)                        | 45                 | modifier les données · modifier les données |
| Olloix                         | 63259      | 63450       | Clermont-Ferrand | Orcines | CC Mond'Arverne Communauté         | 11,92            | 325 (2022)                        | 27                 | modifier les données · modifier les données |
| Olmet                          | 63260      | 63880       | Thiers           | Les Monts du Livradois                                                                                            | CC Thiers Dore et Montagne         | 15,54            | 180 (2022)                        | 12                 | modifier les données · modifier les données |
| Orbeil                         | 63261      | 63500       | Issoire          | Issoire | CA Agglo Pays d'Issoire            | 9,65             | 881 (2022)                        | 91                 | modifier les données · modifier les données |
| Orcet                          | 63262      | 63670       | Clermont-Ferrand | Les Martres-de-Veyre                                                                                              | CC Mond'Arverne Communauté         | 5,99             | 2 867 (2022)                      | 479                | modifier les données · modifier les données |
| Orcines                        | 63263      | 63870       | Clermont-Ferrand | Orcines | Clermont Auvergne Métropole        | 42,73            | 3 584 (2022)                      | 84                 | modifier les données · modifier les données |
| Orcival                        | 63264      | 63210       | Issoire          | Orcines | CC Dômes Sancy Artense             | 27,82            | 242 (2022)                        | 8,7                | modifier les données · modifier les données |
| Orléat                         | 63265      | 63190       | Thiers           | Lezoux | CC Entre Dore et Allier            | 26,43            | 2 236 (2022)                      | 85                 | modifier les données · modifier les données |
| Palladuc                       | 63267      | 63550       | Thiers           | Thiers | CC Thiers Dore et Montagne         | 13,35            | 520 (2022)                        | 39                 | modifier les données · modifier les données |
| Pardines                       | 63268      | 63500       | Issoire          | Issoire | CA Agglo Pays d'Issoire            | 5,18             | 301 (2022)                        | 58                 | modifier les données · modifier les données |
| Parent                         | 63269      | 63270       | Issoire          | Vic-le-Comte | CA Agglo Pays d'Issoire            | 3,76             | 889 (2022)                        | 236                | modifier les données · modifier les données |
| Parentignat                    | 63270      | 63500       | Issoire          | Brassac-les-Mines                                                                                                 | CA Agglo Pays d'Issoire            | 3,71             | 481 (2022)                        | 130                | modifier les données · modifier les données |
| Paslières                      | 63271      | 63290       | Thiers           | Maringues | CC Thiers Dore et Montagne         | 27,77            | 1 487 (2022)                      | 54                 | modifier les données · modifier les données |
| Pérignat-lès-Sarliève          | 63272      | 63170       | Clermont-Ferrand | Aubière | Clermont Auvergne Métropole        | 3,90             | 2 875 (2022)                      | 737                | modifier les données · modifier les données |
| Pérignat-sur-Allier            | 63273      | 63800       | Clermont-Ferrand | Vic-le-Comte | CC Billom Communauté               | 4,90             | 1 492 (2022)                      | 304                | modifier les données · modifier les données |
| Perpezat                       | 63274      | 63210       | Issoire          | Orcines | CC Dômes Sancy Artense             | 36,19            | 422 (2022)                        | 12                 | modifier les données · modifier les données |
| Perrier                        | 63275      | 63500       | Issoire          | Issoire | CA Agglo Pays d'Issoire            | 6,37             | 912 (2022)                        | 143                | modifier les données · modifier les données |
| Peschadoires                   | 63276      | 63920       | Thiers           | Lezoux | CC Entre Dore et Allier            | 20,67            | 2 103 (2022)                      | 102                | modifier les données · modifier les données |
| Peslières                      | 63277      | 63580       | Issoire          | Brassac-les-Mines                                                                                                 | CA Agglo Pays d'Issoire            | 6,86             | 54 (2022)                         | 7,9                | modifier les données · modifier les données |
| Pessat-Villeneuve              | 63278      | 63200       | Riom             | Riom | CA Riom Limagne et Volcans         | 6,26             | 744 (2022)                        | 119                | modifier les données · modifier les données |
| Picherande                     | 63279      | 63113       | Issoire          | Le Sancy | CC du Massif du Sancy              | 44,26            | 315 (2022)                        | 7,1                | modifier les données · modifier les données |
| Pignols                        | 63280      | 63270       | Clermont-Ferrand | Vic-le-Comte | CC Mond'Arverne Communauté         | 9,29             | 340 (2022)                        | 37                 | modifier les données · modifier les données |
| Pionsat                        | 63281      | 63330       | Riom             | Saint-Éloy-les-Mines                                                                                              | CC du Pays de Saint-Éloy           | 24,68            | 1 042 (2022)                      | 42                 | modifier les données · modifier les données |
| Plauzat                        | 63282      | 63730       | Issoire          | Vic-le-Comte | CA Agglo Pays d'Issoire            | 13,01            | 1 680 (2022)                      | 129                | modifier les données · modifier les données |
| Pont-du-Château                | 63284      | 63430       | Clermont-Ferrand | Pont-du-Château                                                                                                   | Clermont Auvergne Métropole        | 21,61            | 12 422 (2022)                     | 575                | modifier les données · modifier les données |
| Pontaumur                      | 63283      | 63380       | Riom             | Saint-Ours | CC Chavanon Combrailles et Volcans | 13,81            | 659 (2022)                        | 48                 | modifier les données · modifier les données |
| Pontgibaud                     | 63285      | 63230       | Riom             | Saint-Ours | CC Chavanon Combrailles et Volcans | 4,59             | 715 (2022)                        | 156                | modifier les données · modifier les données |
| Pouzol                         | 63286      | 63440       | Riom             | Saint-Georges-de-Mons                                                                                             | CC Combrailles Sioule et Morge     | 13,93            | 270 (2022)                        | 19                 | modifier les données · modifier les données |
| Les Pradeaux                   | 63287      | 63500       | Issoire          | Brassac-les-Mines                                                                                                 | CA Agglo Pays d'Issoire            | 5,54             | 355 (2022)                        | 64                 | modifier les données · modifier les données |
| Prompsat                       | 63288      | 63200       | Riom             | Saint-Georges-de-Mons                                                                                             | CC Combrailles Sioule et Morge     | 4,23             | 476 (2022)                        | 113                | modifier les données · modifier les données |
| Prondines                      | 63289      | 63470       | Riom             | Saint-Ours | CC Chavanon Combrailles et Volcans | 30,91            | 273 (2022)                        | 8,8                | modifier les données · modifier les données |
| Pulvérières                    | 63290      | 63230       | Riom             | Saint-Ours | CA Riom Limagne et Volcans         | 14,75            | 409 (2022)                        | 28                 | modifier les données · modifier les données |
| Puy-Guillaume                  | 63291      | 63290       | Thiers           | Maringues | CC Thiers Dore et Montagne         | 25,02            | 2 644 (2022)                      | 106                | modifier les données · modifier les données |
| Puy-Saint-Gulmier              | 63292      | 63470       | Riom             | Saint-Ours | CC Chavanon Combrailles et Volcans | 20,19            | 138 (2022)                        | 6,8                | modifier les données · modifier les données |
| Le Quartier                    | 63293      | 63330       | Riom             | Saint-Éloy-les-Mines                                                                                              | CC du Pays de Saint-Éloy           | 23,37            | 216 (2022)                        | 9,2                | modifier les données · modifier les données |
| Queuille                       | 63294      | 63780       | Riom             | Saint-Georges-de-Mons                                                                                             | CC Combrailles Sioule et Morge     | 10,03            | 282 (2022)                        | 28                 | modifier les données · modifier les données |
| Randan                         | 63295      | 63310       | Riom             | Maringues | CC Plaine Limagne                  | 15,65            | 1 622 (2022)                      | 104                | modifier les données · modifier les données |
| Ravel                          | 63296      | 63190       | Thiers           | Lezoux | CC Entre Dore et Allier            | 10,03            | 767 (2022)                        | 76                 | modifier les données · modifier les données |
| Reignat                        | 63297      | 63160       | Clermont-Ferrand | Billom | CC Billom Communauté               | 4,10             | 379 (2022)                        | 92                 | modifier les données · modifier les données |
| La Renaudie                    | 63298      | 63930       | Thiers           | Les Monts du Livradois                                                                                            | CC Thiers Dore et Montagne         | 18,02            | 131 (2022)                        | 7,3                | modifier les données · modifier les données |
| Rentières                      | 63299      | 63420       | Issoire          | Brassac-les-Mines                                                                                                 | CA Agglo Pays d'Issoire            | 15,59            | 102 (2022)                        | 6,5                | modifier les données · modifier les données |
| Riom                           | 63300      | 63200       | Riom             | Riom | CA Riom Limagne et Volcans         | 31,97            | 18 680 (2022)                     | 584                | modifier les données · modifier les données |
| Ris                            | 63301      | 63290       | Thiers           | Maringues | CC Thiers Dore et Montagne         | 15,76            | 735 (2022)                        | 47                 | modifier les données · modifier les données |
| La Roche-Blanche               | 63302      | 63670       | Clermont-Ferrand | Les Martres-de-Veyre                                                                                              | CC Mond'Arverne Communauté         | 11,60            | 3 373 (2022)                      | 291                | modifier les données · modifier les données |
| Roche-Charles-la-Mayrand       | 63303      | 63420       | Issoire          | Brassac-les-Mines                                                                                                 | CA Agglo Pays d'Issoire            | 16,22            | 40 (2022)                         | 2,5                | modifier les données · modifier les données |
| Roche-d'Agoux                  | 63304      | 63330       | Riom             | Saint-Éloy-les-Mines                                                                                              | CC du Pays de Saint-Éloy           | 5,56             | 114 (2022)                        | 21                 | modifier les données · modifier les données |
| La Roche-Noire                 | 63306      | 63800       | Clermont-Ferrand | Vic-le-Comte | CC Mond'Arverne Communauté         | 3,07             | 630 (2022)                        | 205                | modifier les données · modifier les données |
| Rochefort-Montagne             | 63305      | 63210       | Issoire          | Orcines | CC Dômes Sancy Artense             | 17,45            | 846 (2022)                        | 48                 | modifier les données · modifier les données |
| Romagnat                       | 63307      | 63540       | Clermont-Ferrand | Aubière | Clermont Auvergne Métropole        | 16,84            | 7 905 (2022)                      | 469                | modifier les données · modifier les données |
| Royat                          | 63308      | 63130       | Clermont-Ferrand | Chamalières | Clermont Auvergne Métropole        | 6,62             | 4 420 (2022)                      | 668                | modifier les données · modifier les données |
| Saillant                       | 63309      | 63840       | Ambert           | Ambert | CC Ambert Livradois Forez          | 17,42            | 306 (2022)                        | 18                 | modifier les données · modifier les données |
| Saint-Agoulin                  | 63311      | 63260       | Riom             | Aigueperse | CC Plaine Limagne                  | 9,34             | 311 (2022)                        | 33                 | modifier les données · modifier les données |
| Saint-Alyre-d'Arlanc           | 63312      | 63220       | Ambert           | Ambert | CC Ambert Livradois Forez          | 24,19            | 136 (2022)                        | 5,6                | modifier les données · modifier les données |
| Saint-Alyre-ès-Montagne        | 63313      | 63420       | Issoire          | Brassac-les-Mines                                                                                                 | CA Agglo Pays d'Issoire            | 41,07            | 101 (2022)                        | 2,5                | modifier les données · modifier les données |
| Saint-Amant-Roche-Savine       | 63314      | 63890       | Ambert           | Les Monts du Livradois                                                                                            | CC Ambert Livradois Forez          | 23,99            | 532 (2022)                        | 22                 | modifier les données · modifier les données |
| Saint-Amant-Tallende           | 63315      | 63450       | Clermont-Ferrand | Les Martres-de-Veyre                                                                                              | CC Mond'Arverne Communauté         | 4,97             | 1 811 (2022)                      | 364                | modifier les données · modifier les données |
| Saint-André-le-Coq             | 63317      | 63310       | Riom             | Maringues | CC Plaine Limagne                  | 18,02            | 554 (2022)                        | 31                 | modifier les données · modifier les données |
| Saint-Angel                    | 63318      | 63410       | Riom             | Saint-Georges-de-Mons                                                                                             | CC Combrailles Sioule et Morge     | 17,89            | 474 (2022)                        | 26                 | modifier les données · modifier les données |
| Saint-Anthème                  | 63319      | 63660       | Ambert           | Ambert | CC Ambert Livradois Forez          | 68,89            | 708 (2022)                        | 10                 | modifier les données · modifier les données |
| Saint-Avit                     | 63320      | 63380       | Riom             | Saint-Ours | CC Chavanon Combrailles et Volcans | 19,47            | 205 (2022)                        | 11                 | modifier les données · modifier les données |
| Saint-Babel                    | 63321      | 63500       | Issoire          | Issoire | CA Agglo Pays d'Issoire            | 19,31            | 942 (2022)                        | 49                 | modifier les données · modifier les données |
| Saint-Beauzire                 | 63322      | 63360       | Riom             | Gerzat | CA Riom Limagne et Volcans         | 16,08            | 2 210 (2022)                      | 137                | modifier les données · modifier les données |
| Saint-Bonnet-le-Bourg          | 63323      | 63630       | Ambert           | Les Monts du Livradois                                                                                            | CC Ambert Livradois Forez          | 20,04            | 180 (2022)                        | 9,0                | modifier les données · modifier les données |
| Saint-Bonnet-le-Chastel        | 63324      | 63630       | Ambert           | Les Monts du Livradois                                                                                            | CC Ambert Livradois Forez          | 23,47            | 205 (2022)                        | 8,7                | modifier les données · modifier les données |
| Saint-Bonnet-lès-Allier        | 63325      | 63800       | Clermont-Ferrand | Billom | CC Billom Communauté               | 1,51             | 426 (2022)                        | 282                | modifier les données · modifier les données |
| Saint-Bonnet-près-Orcival      | 63326      | 63210       | Issoire          | Orcines | CC Dômes Sancy Artense             | 14,99            | 566 (2022)                        | 38                 | modifier les données · modifier les données |
| Saint-Bonnet-près-Riom         | 63327      | 63200       | Riom             | Riom | CA Riom Limagne et Volcans         | 7,03             | 2 078 (2022)                      | 296                | modifier les données · modifier les données |
| Saint-Clément-de-Régnat        | 63332      | 63310       | Riom             | Maringues | CC Plaine Limagne                  | 15,00            | 522 (2022)                        | 35                 | modifier les données · modifier les données |
| Saint-Clément-de-Valorgue      | 63331      | 63660       | Ambert           | Ambert | CC Ambert Livradois Forez          | 13,37            | 237 (2022)                        | 18                 | modifier les données · modifier les données |
| Saint-Denis-Combarnazat        | 63333      | 63310       | Riom             | Maringues | CC Plaine Limagne                  | 10,21            | 247 (2022)                        | 24                 | modifier les données · modifier les données |
| Saint-Dier-d'Auvergne          | 63334      | 63520       | Clermont-Ferrand | Billom | CC Billom Communauté               | 20,15            | 549 (2022)                        | 27                 | modifier les données · modifier les données |
| Saint-Diéry                    | 63335      | 63320       | Issoire          | Le Sancy | CC du Massif du Sancy              | 24,11            | 541 (2022)                        | 22                 | modifier les données · modifier les données |
| Saint-Donat                    | 63336      | 63680       | Issoire          | Le Sancy | CC Dômes Sancy Artense             | 33,27            | 198 (2022)                        | 6,0                | modifier les données · modifier les données |
| Saint-Éloy-la-Glacière         | 63337      | 63890       | Ambert           | Les Monts du Livradois                                                                                            | CC Ambert Livradois Forez          | 12,02            | 63 (2022)                         | 5,2                | modifier les données · modifier les données |
| Saint-Éloy-les-Mines           | 63338      | 63700       | Riom             | Saint-Éloy-les-Mines                                                                                              | CC du Pays de Saint-Éloy           | 22,11            | 3 484 (2022)                      | 158                | modifier les données · modifier les données |
| Saint-Étienne-des-Champs       | 63339      | 63380       | Riom             | Saint-Ours | CC Chavanon Combrailles et Volcans | 23,74            | 126 (2022)                        | 5,3                | modifier les données · modifier les données |
| Saint-Étienne-sur-Usson        | 63340      | 63580       | Issoire          | Brassac-les-Mines                                                                                                 | CA Agglo Pays d'Issoire            | 15,58            | 256 (2022)                        | 16                 | modifier les données · modifier les données |
| Saint-Ferréol-des-Côtes        | 63341      | 63600       | Ambert           | Ambert | CC Ambert Livradois Forez          | 15,03            | 549 (2022)                        | 37                 | modifier les données · modifier les données |
| Saint-Floret                   | 63342      | 63320       | Issoire          | Le Sancy | CA Agglo Pays d'Issoire            | 12,16            | 246 (2022)                        | 20                 | modifier les données · modifier les données |
| Saint-Flour-l'Étang            | 63343      | 63520       | Thiers           | Les Monts du Livradois                                                                                            | CC Thiers Dore et Montagne         | 9,45             | 272 (2022)                        | 29                 | modifier les données · modifier les données |
| Saint-Gal-sur-Sioule           | 63344      | 63440       | Riom             | Saint-Georges-de-Mons                                                                                             | CC Combrailles Sioule et Morge     | 9,52             | 148 (2022)                        | 16                 | modifier les données · modifier les données |
| Saint-Genès-Champanelle        | 63345      | 63122       | Clermont-Ferrand | Beaumont | Clermont Auvergne Métropole        | 51,58            | 3 974 (2022)                      | 77                 | modifier les données · modifier les données |
| Saint-Genès-Champespe          | 63346      | 63850       | Issoire          | Le Sancy | CC du Massif du Sancy              | 32,33            | 205 (2022)                        | 6,3                | modifier les données · modifier les données |
| Saint-Genès-du-Retz            | 63347      | 63260       | Riom             | Aigueperse | CC Plaine Limagne                  | 8,24             | 463 (2022)                        | 56                 | modifier les données · modifier les données |
| Saint-Genès-la-Tourette        | 63348      | 63580       | Issoire          | Brassac-les-Mines                                                                                                 | CA Agglo Pays d'Issoire            | 18,49            | 189 (2022)                        | 10                 | modifier les données · modifier les données |
| Saint-Georges-de-Mons          | 63349      | 63780       | Riom             | Saint-Georges-de-Mons                                                                                             | CC Combrailles Sioule et Morge     | 34,15            | 2 003 (2022)                      | 59                 | modifier les données · modifier les données |
| Saint-Georges-sur-Allier       | 63350      | 63800       | Clermont-Ferrand | Vic-le-Comte | CC Mond'Arverne Communauté         | 9,42             | 1 352 (2022)                      | 144                | modifier les données · modifier les données |
| Saint-Germain-l'Herm           | 63353      | 63630       | Ambert           | Les Monts du Livradois                                                                                            | CC Ambert Livradois Forez          | 36,68            | 488 (2022)                        | 13                 | modifier les données · modifier les données |
| Saint-Germain-Lembron          | 63352      | 63340       | Issoire          | Brassac-les-Mines                                                                                                 | CA Agglo Pays d'Issoire            | 15,70            | 2 020 (2022)                      | 129                | modifier les données · modifier les données |
| Saint-Germain-près-Herment     | 63351      | 63470       | Riom             | Saint-Ours | CC Chavanon Combrailles et Volcans | 16,82            | 62 (2022)                         | 3,7                | modifier les données · modifier les données |
| Saint-Gervais-d'Auvergne       | 63354      | 63390       | Riom             | Saint-Éloy-les-Mines                                                                                              | CC du Pays de Saint-Éloy           | 47,35            | 1 226 (2022)                      | 26                 | modifier les données · modifier les données |
| Saint-Gervais-sous-Meymont     | 63355      | 63880       | Ambert           | Les Monts du Livradois                                                                                            | CC Ambert Livradois Forez          | 10,17            | 214 (2022)                        | 21                 | modifier les données · modifier les données |
| Saint-Gervazy                  | 63356      | 63340       | Issoire          | Brassac-les-Mines                                                                                                 | CA Agglo Pays d'Issoire            | 14,23            | 338 (2022)                        | 24                 | modifier les données · modifier les données |
| Saint-Hérent                   | 63357      | 63340       | Issoire          | Brassac-les-Mines                                                                                                 | CA Agglo Pays d'Issoire            | 12,79            | 111 (2022)                        | 8,7                | modifier les données · modifier les données |
| Saint-Hilaire                  | 63360      | 63330       | Riom             | Saint-Éloy-les-Mines                                                                                              | CC du Pays de Saint-Éloy           | 17,63            | 146 (2022)                        | 8,3                | modifier les données · modifier les données |
| Saint-Hilaire-la-Croix         | 63358      | 63440       | Riom             | Saint-Georges-de-Mons                                                                                             | CC Combrailles Sioule et Morge     | 16,21            | 372 (2022)                        | 23                 | modifier les données · modifier les données |
| Saint-Hilaire-les-Monges       | 63359      | 63380       | Riom             | Saint-Ours | CC Chavanon Combrailles et Volcans | 10,70            | 84 (2022)                         | 7,9                | modifier les données · modifier les données |
| Saint-Ignat                    | 63362      | 63720       | Riom             | Aigueperse | CA Riom Limagne et Volcans         | 15,37            | 917 (2022)                        | 60                 | modifier les données · modifier les données |
| Saint-Jacques-d'Ambur          | 63363      | 63230       | Riom             | Saint-Ours | CC Chavanon Combrailles et Volcans | 20,40            | 291 (2022)                        | 14                 | modifier les données · modifier les données |
| Saint-Jean-d'Heurs             | 63364      | 63190       | Thiers           | Lezoux | CC Entre Dore et Allier            | 11,13            | 698 (2022)                        | 63                 | modifier les données · modifier les données |
| Saint-Jean-des-Ollières        | 63365      | 63520       | Clermont-Ferrand | Billom | CC Billom Communauté               | 19,56            | 437 (2022)                        | 22                 | modifier les données · modifier les données |
| Saint-Jean-en-Val              | 63366      | 63490       | Issoire          | Brassac-les-Mines                                                                                                 | CA Agglo Pays d'Issoire            | 12,09            | 352 (2022)                        | 29                 | modifier les données · modifier les données |
| Saint-Jean-Saint-Gervais       | 63367      | 63570       | Issoire          | Brassac-les-Mines                                                                                                 | CA Agglo Pays d'Issoire            | 14,39            | 127 (2022)                        | 8,8                | modifier les données · modifier les données |
| Saint-Julien-de-Coppel         | 63368      | 63160       | Clermont-Ferrand | Billom | CC Billom Communauté               | 21,54            | 1 294 (2022)                      | 60                 | modifier les données · modifier les données |
| Saint-Julien-la-Geneste        | 63369      | 63390       | Riom             | Saint-Éloy-les-Mines                                                                                              | CC du Pays de Saint-Éloy           | 11,97            | 120 (2022)                        | 10                 | modifier les données · modifier les données |
| Saint-Julien-Puy-Lavèze        | 63370      | 63820       | Issoire          | Saint-Ours | CC Dômes Sancy Artense             | 29,09            | 363 (2022)                        | 12                 | modifier les données · modifier les données |
| Saint-Just                     | 63371      | 63600       | Ambert           | Ambert | CC Ambert Livradois Forez          | 19,42            | 147 (2022)                        | 7,6                | modifier les données · modifier les données |
| Saint-Laure                    | 63372      | 63350       | Riom             | Aigueperse | CA Riom Limagne et Volcans         | 6,89             | 694 (2022)                        | 101                | modifier les données · modifier les données |
| Saint-Maigner                  | 63373      | 63330       | Riom             | Saint-Éloy-les-Mines                                                                                              | CC du Pays de Saint-Éloy           | 18,97            | 171 (2022)                        | 9,0                | modifier les données · modifier les données |
| Saint-Martin-d'Ollières        | 63376      | 63580       | Issoire          | Brassac-les-Mines                                                                                                 | CA Agglo Pays d'Issoire            | 14,47            | 146 (2022)                        | 10                 | modifier les données · modifier les données |
| Saint-Martin-des-Olmes         | 63374      | 63600       | Ambert           | Ambert | CC Ambert Livradois Forez          | 17,15            | 312 (2022)                        | 18                 | modifier les données · modifier les données |
| Saint-Martin-des-Plains        | 63375      | 63570       | Issoire          | Brassac-les-Mines                                                                                                 | CA Agglo Pays d'Issoire            | 3,87             | 178 (2022)                        | 46                 | modifier les données · modifier les données |
| Saint-Maurice                  | 63378      | 63270       | Clermont-Ferrand | Vic-le-Comte | CC Mond'Arverne Communauté         | 5,40             | 990 (2022)                        | 183                | modifier les données · modifier les données |
| Saint-Maurice-près-Pionsat     | 63377      | 63330       | Riom             | Saint-Éloy-les-Mines                                                                                              | CC du Pays de Saint-Éloy           | 30,88            | 363 (2022)                        | 12                 | modifier les données · modifier les données |
| Saint-Myon                     | 63379      | 63460       | Riom             | Saint-Georges-de-Mons                                                                                             | CC Combrailles Sioule et Morge     | 5,51             | 553 (2022)                        | 100                | modifier les données · modifier les données |
| Saint-Nectaire                 | 63380      | 63710       | Issoire          | Le Sancy | CC du Massif du Sancy              | 33,26            | 796 (2022)                        | 24                 | modifier les données · modifier les données |
| Saint-Ours                     | 63381      | 63230       | Riom             | Saint-Ours | CA Riom Limagne et Volcans         | 55,64            | 1 691 (2022)                      | 30                 | modifier les données · modifier les données |
| Saint-Pardoux                  | 63382      | 63440       | Riom             | Saint-Georges-de-Mons                                                                                             | CC Combrailles Sioule et Morge     | 15,99            | 428 (2022)                        | 27                 | modifier les données · modifier les données |
| Saint-Pierre-Colamine          | 63383      | 63610       | Issoire          | Le Sancy | CC du Massif du Sancy              | 17,20            | 248 (2022)                        | 14                 | modifier les données · modifier les données |
| Saint-Pierre-la-Bourlhonne     | 63384      | 63480       | Ambert           | Les Monts du Livradois                                                                                            | CC Ambert Livradois Forez          | 11,89            | 135 (2022)                        | 11                 | modifier les données · modifier les données |
| Saint-Pierre-le-Chastel        | 63385      | 63230       | Riom             | Saint-Ours | CC Chavanon Combrailles et Volcans | 17,45            | 453 (2022)                        | 26                 | modifier les données · modifier les données |
| Saint-Pierre-Roche             | 63386      | 63210       | Issoire          | Orcines | CC Dômes Sancy Artense             | 17,02            | 500 (2022)                        | 29                 | modifier les données · modifier les données |
| Saint-Priest-Bramefant         | 63387      | 63310       | Riom             | Maringues | CC Plaine Limagne                  | 19,06            | 869 (2022)                        | 46                 | modifier les données · modifier les données |
| Saint-Priest-des-Champs        | 63388      | 63640       | Riom             | Saint-Éloy-les-Mines                                                                                              | CC du Pays de Saint-Éloy           | 45,09            | 726 (2022)                        | 16                 | modifier les données · modifier les données |
| Saint-Quentin-sur-Sauxillanges | 63389      | 63490       | Issoire          | Brassac-les-Mines                                                                                                 | CA Agglo Pays d'Issoire            | 8,25             | 109 (2022)                        | 13                 | modifier les données · modifier les données |
| Saint-Quintin-sur-Sioule       | 63390      | 63440       | Riom             | Saint-Georges-de-Mons                                                                                             | CC Combrailles Sioule et Morge     | 14,32            | 387 (2022)                        | 27                 | modifier les données · modifier les données |
| Saint-Rémy-de-Blot             | 63391      | 63440       | Riom             | Saint-Georges-de-Mons                                                                                             | CC Combrailles Sioule et Morge     | 15,22            | 247 (2022)                        | 16                 | modifier les données · modifier les données |
| Saint-Rémy-de-Chargnat         | 63392      | 63500       | Issoire          | Brassac-les-Mines                                                                                                 | CA Agglo Pays d'Issoire            | 6,21             | 628 (2022)                        | 101                | modifier les données · modifier les données |
| Saint-Rémy-sur-Durolle         | 63393      | 63550       | Thiers           | Thiers | CC Thiers Dore et Montagne         | 18,17            | 1 760 (2022)                      | 97                 | modifier les données · modifier les données |
| Saint-Romain                   | 63394      | 63660       | Ambert           | Ambert | CC Ambert Livradois Forez          | 16,05            | 197 (2022)                        | 12                 | modifier les données · modifier les données |
| Saint-Sandoux                  | 63395      | 63450       | Clermont-Ferrand | Orcines | CC Mond'Arverne Communauté         | 9,84             | 996 (2022)                        | 101                | modifier les données · modifier les données |
| Saint-Saturnin                 | 63396      | 63450       | Clermont-Ferrand | Orcines | CC Mond'Arverne Communauté         | 16,86            | 1 167 (2022)                      | 69                 | modifier les données · modifier les données |
| Saint-Sauves-d'Auvergne        | 63397      | 63950       | Issoire          | Le Sancy | CC Dômes Sancy Artense             | 49,86            | 1 128 (2022)                      | 23                 | modifier les données · modifier les données |
| Saint-Sauveur-la-Sagne         | 63398      | 63220       | Ambert           | Ambert | CC Ambert Livradois Forez          | 7,74             | 83 (2022)                         | 11                 | modifier les données · modifier les données |
| Saint-Sulpice                  | 63399      | 63760       | Riom             | Saint-Ours | CC Chavanon Combrailles et Volcans | 18,22            | 85 (2022)                         | 4,7                | modifier les données · modifier les données |
| Saint-Sylvestre-Pragoulin      | 63400      | 63310       | Riom             | Maringues | CC Plaine Limagne                  | 23,81            | 1 065 (2022)                      | 45                 | modifier les données · modifier les données |
| Saint-Victor-la-Rivière        | 63401      | 63790       | Issoire          | Le Sancy | CC du Massif du Sancy              | 18,89            | 242 (2022)                        | 13                 | modifier les données · modifier les données |
| Saint-Victor-Montvianeix       | 63402      | 63550       | Thiers           | Thiers | CC Thiers Dore et Montagne         | 45,18            | 264 (2022)                        | 5,8                | modifier les données · modifier les données |
| Saint-Vincent                  | 63403      | 63320       | Issoire          | Le Sancy | CA Agglo Pays d'Issoire            | 5,84             | 417 (2022)                        | 71                 | modifier les données · modifier les données |
| Saint-Yvoine                   | 63404      | 63500       | Issoire          | Issoire | CA Agglo Pays d'Issoire            | 8,89             | 555 (2022)                        | 62                 | modifier les données · modifier les données |
| Sainte-Agathe                  | 63310      | 63120       | Thiers           | Thiers | CC Thiers Dore et Montagne         | 18,31            | 171 (2022)                        | 9,3                | modifier les données · modifier les données |
| Sainte-Catherine               | 63328      | 63580       | Ambert           | Les Monts du Livradois                                                                                            | CC Ambert Livradois Forez          | 5,67             | 55 (2022)                         | 9,7                | modifier les données · modifier les données |
| Sainte-Christine               | 63329      | 63390       | Riom             | Saint-Éloy-les-Mines                                                                                              | CC du Pays de Saint-Éloy           | 12,78            | 124 (2022)                        | 9,7                | modifier les données · modifier les données |
| Sallèdes                       | 63405      | 63270       | Clermont-Ferrand | Vic-le-Comte | CC Mond'Arverne Communauté         | 18,81            | 566 (2022)                        | 30                 | modifier les données · modifier les données |
| Sardon                         | 63406      | 63260       | Riom             | Aigueperse | CC Plaine Limagne                  | 8,41             | 300 (2022)                        | 36                 | modifier les données · modifier les données |
| Saulzet-le-Froid               | 63407      | 63970       | Issoire          | Orcines | CC Dômes Sancy Artense             | 28,21            | 287 (2022)                        | 10                 | modifier les données · modifier les données |
| Sauret-Besserve                | 63408      | 63390       | Riom             | Saint-Éloy-les-Mines                                                                                              | CC du Pays de Saint-Éloy           | 10,33            | 165 (2022)                        | 16                 | modifier les données · modifier les données |
| Saurier                        | 63409      | 63320       | Issoire          | Le Sancy | CA Agglo Pays d'Issoire            | 8,36             | 248 (2022)                        | 30                 | modifier les données · modifier les données |
| Sauvagnat                      | 63410      | 63470       | Riom             | Saint-Ours | CC Chavanon Combrailles et Volcans | 24,13            | 145 (2022)                        | 6,0                | modifier les données · modifier les données |
| Sauvagnat-Sainte-Marthe        | 63411      | 63500       | Issoire          | Vic-le-Comte | CA Agglo Pays d'Issoire            | 6,41             | 465 (2022)                        | 73                 | modifier les données · modifier les données |
| Sauvessanges                   | 63412      | 63840       | Ambert           | Ambert | CC Ambert Livradois Forez          | 33,19            | 531 (2022)                        | 16                 | modifier les données · modifier les données |
| La Sauvetat                    | 63413      | 63730       | Clermont-Ferrand | Les Martres-de-Veyre                                                                                              | CC Mond'Arverne Communauté         | 7,98             | 725 (2022)                        | 91                 | modifier les données · modifier les données |
| Sauviat                        | 63414      | 63120       | Thiers           | Les Monts du Livradois                                                                                            | CC Thiers Dore et Montagne         | 15,62            | 587 (2022)                        | 38                 | modifier les données · modifier les données |
| Sauxillanges                   | 63415      | 63490       | Issoire          | Brassac-les-Mines                                                                                                 | CA Agglo Pays d'Issoire            | 24,90            | 1 328 (2022)                      | 53                 | modifier les données · modifier les données |
| Savennes                       | 63416      | 63750       | Riom             | Saint-Ours | CC Chavanon Combrailles et Volcans | 16,81            | 96 (2022)                         | 5,7                | modifier les données · modifier les données |
| Sayat                          | 63417      | 63530       | Riom             | Cébazat | CA Riom Limagne et Volcans         | 8,29             | 2 519 (2022)                      | 304                | modifier les données · modifier les données |
| Sermentizon                    | 63418      | 63120       | Thiers           | Les Monts du Livradois                                                                                            | CC Thiers Dore et Montagne         | 18,41            | 589 (2022)                        | 32                 | modifier les données · modifier les données |
| Servant                        | 63419      | 63560       | Riom             | Saint-Éloy-les-Mines                                                                                              | CC du Pays de Saint-Éloy           | 26,56            | 559 (2022)                        | 21                 | modifier les données · modifier les données |
| Seychalles                     | 63420      | 63190       | Thiers           | Lezoux | CC Entre Dore et Allier            | 9,21             | 787 (2022)                        | 85                 | modifier les données · modifier les données |
| Singles                        | 63421      | 63690       | Issoire          | Le Sancy | CC Dômes Sancy Artense             | 20,43            | 154 (2022)                        | 7,5                | modifier les données · modifier les données |
| Solignat                       | 63422      | 63500       | Issoire          | Le Sancy | CA Agglo Pays d'Issoire            | 11,07            | 520 (2022)                        | 47                 | modifier les données · modifier les données |
| Sugères                        | 63423      | 63490       | Issoire          | Brassac-les-Mines                                                                                                 | CA Agglo Pays d'Issoire            | 20,64            | 632 (2022)                        | 31                 | modifier les données · modifier les données |
| Surat                          | 63424      | 63720       | Riom             | Aigueperse | CA Riom Limagne et Volcans         | 8,73             | 611 (2022)                        | 70                 | modifier les données · modifier les données |
| Tallende                       | 63425      | 63450       | Clermont-Ferrand | Les Martres-de-Veyre                                                                                              | CC Mond'Arverne Communauté         | 5,99             | 1 565 (2022)                      | 261                | modifier les données · modifier les données |
| Tauves                         | 63426      | 63690       | Issoire          | Le Sancy | CC Dômes Sancy Artense             | 33,95            | 700 (2022)                        | 21                 | modifier les données · modifier les données |
| Teilhède                       | 63427      | 63460       | Riom             | Saint-Georges-de-Mons                                                                                             | CC Combrailles Sioule et Morge     | 11,82            | 519 (2022)                        | 44                 | modifier les données · modifier les données |
| Teilhet                        | 63428      | 63560       | Riom             | Saint-Éloy-les-Mines                                                                                              | CC du Pays de Saint-Éloy           | 18,81            | 283 (2022)                        | 15                 | modifier les données · modifier les données |
| Ternant-les-Eaux               | 63429      | 63340       | Issoire          | Brassac-les-Mines                                                                                                 | CA Agglo Pays d'Issoire            | 3,59             | 49 (2022)                         | 14                 | modifier les données · modifier les données |
| Thiers                         | 63430      | 63300       | Thiers           | Thiers | CC Thiers Dore et Montagne         | 44,49            | 11 686 (2022)                     | 263                | modifier les données · modifier les données |
| Thiolières                     | 63431      | 63600       | Ambert           | Ambert | CC Ambert Livradois Forez          | 5,30             | 162 (2022)                        | 31                 | modifier les données · modifier les données |
| Thuret                         | 63432      | 63260       | Riom             | Aigueperse | CC Plaine Limagne                  | 16,66            | 924 (2022)                        | 55                 | modifier les données · modifier les données |
| Tortebesse                     | 63433      | 63470       | Riom             | Saint-Ours | CC Chavanon Combrailles et Volcans | 11,64            | 79 (2022)                         | 6,8                | modifier les données · modifier les données |
| La Tour-d'Auvergne             | 63192      | 63680       | Issoire          | Le Sancy | CC Dômes Sancy Artense             | 48,29            | 631 (2022)                        | 13                 | modifier les données · modifier les données |
| Tours-sur-Meymont              | 63434      | 63590       | Ambert           | Les Monts du Livradois                                                                                            | CC Ambert Livradois Forez          | 18,09            | 538 (2022)                        | 30                 | modifier les données · modifier les données |
| Tourzel-Ronzières              | 63435      | 63320       | Issoire          | Le Sancy | CA Agglo Pays d'Issoire            | 11,77            | 202 (2022)                        | 17                 | modifier les données · modifier les données |
| Tralaigues                     | 63436      | 63380       | Riom             | Saint-Ours | CC Chavanon Combrailles et Volcans | 5,11             | 77 (2022)                         | 15                 | modifier les données · modifier les données |
| Trémouille-Saint-Loup          | 63437      | 63810       | Issoire          | Le Sancy | CC Dômes Sancy Artense             | 12,23            | 144 (2022)                        | 12                 | modifier les données · modifier les données |
| Trézioux                       | 63438      | 63520       | Clermont-Ferrand | Billom | CC Billom Communauté               | 17,44            | 502 (2022)                        | 29                 | modifier les données · modifier les données |
| Usson                          | 63439      | 63490       | Issoire          | Brassac-les-Mines                                                                                                 | CA Agglo Pays d'Issoire            | 5,43             | 297 (2022)                        | 55                 | modifier les données · modifier les données |
| Valbeleix                      | 63440      | 63610       | Issoire          | Le Sancy | CC du Massif du Sancy              | 22,41            | 145 (2022)                        | 6,5                | modifier les données · modifier les données |
| Valcivières                    | 63441      | 63600       | Ambert           | Ambert | CC Ambert Livradois Forez          | 32,96            | 229 (2022)                        | 6,9                | modifier les données · modifier les données |
| Valz-sous-Châteauneuf          | 63442      | 63580       | Issoire          | Brassac-les-Mines                                                                                                 | CA Agglo Pays d'Issoire            | 5,14             | 53 (2022)                         | 10                 | modifier les données · modifier les données |
| Varennes-sur-Morge             | 63443      | 63720       | Riom             | Aigueperse | CA Riom Limagne et Volcans         | 4,93             | 432 (2022)                        | 88                 | modifier les données · modifier les données |
| Varennes-sur-Usson             | 63444      | 63500       | Issoire          | Brassac-les-Mines                                                                                                 | CA Agglo Pays d'Issoire            | 6,15             | 315 (2022)                        | 51                 | modifier les données · modifier les données |
| Vassel                         | 63445      | 63910       | Clermont-Ferrand | Billom | CC Billom Communauté               | 2,95             | 295 (2022)                        | 100                | modifier les données · modifier les données |
| Vensat                         | 63446      | 63260       | Riom             | Aigueperse | CC Plaine Limagne                  | 16,11            | 550 (2022)                        | 34                 | modifier les données · modifier les données |
| Vergheas                       | 63447      | 63330       | Riom             | Saint-Éloy-les-Mines                                                                                              | CC du Pays de Saint-Éloy           | 7,45             | 66 (2022)                         | 8,9                | modifier les données · modifier les données |
| Le Vernet-Sainte-Marguerite    | 63449      | 63710       | Issoire          | Orcines | CC du Massif du Sancy              | 25,03            | 329 (2022)                        | 13                 | modifier les données · modifier les données |
| Verneugheol                    | 63450      | 63470       | Riom             | Saint-Ours | CC Chavanon Combrailles et Volcans | 34,14            | 227 (2022)                        | 6,6                | modifier les données · modifier les données |
| Vernines                       | 63451      | 63210       | Issoire          | Orcines | CC Dômes Sancy Artense             | 17,72            | 427 (2022)                        | 24                 | modifier les données · modifier les données |
| Verrières                      | 63452      | 63320       | Issoire          | Le Sancy | CA Agglo Pays d'Issoire            | 3,28             | 74 (2022)                         | 23                 | modifier les données · modifier les données |
| Vertaizon                      | 63453      | 63910       | Clermont-Ferrand | Billom | CC Billom Communauté               | 12,83            | 3 442 (2022)                      | 268                | modifier les données · modifier les données |
| Vertolaye                      | 63454      | 63480       | Ambert           | Les Monts du Livradois                                                                                            | CC Ambert Livradois Forez          | 10,76            | 551 (2022)                        | 51                 | modifier les données · modifier les données |
| Veyre-Monton                   | 63455      | 63960       | Clermont-Ferrand | Les Martres-de-Veyre                                                                                              | CC Mond'Arverne Communauté         | 12,11            | 3 698 (2022)                      | 305                | modifier les données · modifier les données |
| Vic-le-Comte                   | 63457      | 63270       | Clermont-Ferrand | Vic-le-Comte | CC Mond'Arverne Communauté         | 18,09            | 5 336 (2022)                      | 295                | modifier les données · modifier les données |
| Vichel                         | 63456      | 63340       | Issoire          | Brassac-les-Mines                                                                                                 | CA Agglo Pays d'Issoire            | 5,71             | 333 (2022)                        | 58                 | modifier les données · modifier les données |
| Villeneuve                     | 63458      | 63340       | Issoire          | Brassac-les-Mines                                                                                                 | CA Agglo Pays d'Issoire            | 4,23             | 139 (2022)                        | 33                 | modifier les données · modifier les données |
| Villeneuve-les-Cerfs           | 63459      | 63310       | Riom             | Maringues | CC Plaine Limagne                  | 9,89             | 506 (2022)                        | 51                 | modifier les données · modifier les données |
| Villossanges                   | 63460      | 63380       | Riom             | Saint-Ours | CC Chavanon Combrailles et Volcans | 32,80            | 365 (2022)                        | 11                 | modifier les données · modifier les données |
| Vinzelles                      | 63461      | 63350       | Thiers           | Lezoux | CC Entre Dore et Allier            | 13,46            | 371 (2022)                        | 28                 | modifier les données · modifier les données |
| Virlet                         | 63462      | 63330       | Riom             | Saint-Éloy-les-Mines                                                                                              | CC du Pays de Saint-Éloy           | 17,37            | 268 (2022)                        | 15                 | modifier les données · modifier les données |
| Viscomtat                      | 63463      | 63250       | Thiers           | Thiers | CC Thiers Dore et Montagne         | 25,44            | 503 (2022)                        | 20                 | modifier les données · modifier les données |
| Vitrac                         | 63464      | 63410       | Riom             | Saint-Georges-de-Mons                                                                                             | CC Combrailles Sioule et Morge     | 13,23            | 338 (2022)                        | 26                 | modifier les données · modifier les données |
| Viverols                       | 63465      | 63840       | Ambert           | Ambert | CC Ambert Livradois Forez          | 12,50            | 443 (2022)                        | 35                 | modifier les données · modifier les données |
| Vodable                        | 63466      | 63500       | Issoire          | Le Sancy | CA Agglo Pays d'Issoire            | 11,68            | 188 (2022)                        | 16                 | modifier les données · modifier les données |
| Voingt                         | 63467      | 63620       | Riom             | Saint-Ours | CC Chavanon Combrailles et Volcans | 6,48             | 57 (2022)                         | 8,8                | modifier les données · modifier les données |
| Vollore-Montagne               | 63468      | 63120       | Thiers           | Thiers | CC Thiers Dore et Montagne         | 21,22            | 312 (2022)                        | 15                 | modifier les données · modifier les données |
| Vollore-Ville                  | 63469      | 63120       | Thiers           | Les Monts du Livradois                                                                                            | CC Thiers Dore et Montagne         | 30,41            | 714 (2022)                        | 23                 | modifier les données · modifier les données |
| Volvic                         | 63470      | 63530       | Riom             | Châtel-Guyon | CA Riom Limagne et Volcans         | 27,78            | 4 779 (2022)                      | 172                | modifier les données · modifier les données |
| Youx                           | 63471      | 63700       | Riom             | Saint-Éloy-les-Mines                                                                                              | CC du Pays de Saint-Éloy           | 19,13            | 871 (2022)                        | 46                 | modifier les données · modifier les données |
| Yronde-et-Buron                | 63472      | 63270       | Clermont-Ferrand | Vic-le-Comte | CC Mond'Arverne Communauté         | 14,79            | 643 (2022)                        | 43                 | modifier les données · modifier les données |
| Yssac-la-Tourette              | 63473      | 63200       | Riom             | Saint-Georges-de-Mons                                                                                             | CC Combrailles Sioule et Morge     | 2,14             | 396 (2022)                        | 185                | modifier les données · modifier les données |
| Puy-de-Dôme                    | 63         |             |                  | |                                    | 7 970,00         | 664 385 (2022)                    | 83                 | modifier les données                        |

## Structures intercommunales
Le département du Puy-de-Dôme compte, au 1er janvier 2018, quatorze intercommunalités, dont une métropole (Clermont Auvergne Métropole), deux communautés d'agglomération (Agglo Pays d'Issoire et Riom Limagne et Volcans) et onze communautés de communes :
- Ambert Livradois Forez ;
- Billom Communauté ;
- Chavanon Combrailles et Volcans ;
- Combrailles Sioule et Morge ;
- Dômes Sancy Artense ;
- Entre Dore et Allier ;
- Mond'Arverne Communauté ;
- Massif du Sancy ;
- Pays de Saint-Éloy ;
- Plaine Limagne ;
- Thiers Dore et Montagne.

En 2015, le département comptait une communauté d'agglomération (Clermont Communauté) et 43 communautés de communes. Cette liste provient de la base des EPCI éditée par l'INSEE :
- Allier Comté Communauté
- Ardes Communauté
- Bassin minier Montagne
- Billom-Saint-Dier - Vallée du Jauron
- Cœur de Combrailles
- Coteaux de l'Allier
- Coteaux de Randan
- Côtes de Combrailles
- Couze Val d'Allier
- Entre Allier et Bois Noirs
- Entre Dore et Allier
- Gergovie Val d'Allier Communauté
- Haut-Livradois
- Haute Combraille
- Issoire Communauté
- Lembron Val d'Allier
- Les Cheires
- Limagne Bords d'Allier
- Limagne d'Ennezat
- Livradois Porte d'Auvergne
- Manzat communauté
- Massif du Sancy
- Montagne Thiernoise
- Mur ès Allier
- Nord Limagne
- Pays d'Ambert
- Pays d'Arlanc
- Pays de Courpière
- Pays de Cunlhat
- Pays de Menat
- Pays d'Olliergues
- Pays de Sauxillanges
- Pionsat
- Pontgibaud Sioule et Volcans
- Puys et Couzes
- Riom-Communauté
- Rochefort-Montagne
- Sancy-Artense Communauté
- Sioulet-Chavanon
- Thiers communauté
- Vallée de l'Ance
- Volvic Sources et Volcans

Virlet faisait partie de la communauté de communes du Pays de Marcillat-en-Combraille dont le siège est situé dans le département de l'Allier.